# 21. März
Der 21. März ist der 80. Tag des gregorianischen Kalenders (der 81. in Schaltjahren), somit bleiben 285 Tage bis zum Jahresende. Im persischen Kalender beginnt das Jahr meistens mit diesem Tag, manchmal auch am 20. März.

## Ereignisse

### Politik und Weltgeschehen
- 0630: Nach seinem Sieg über die Perser bringt der byzantinische Kaiser Herakleios die dabei eroberte angebliche Kreuzreliquie Christi im Triumph nach Jerusalem zurück.
- 0717: Im Machtkampf innerhalb des Frankenreichs setzt sich in der Schlacht von Vincy Karl Martell gegen den Merowingerkönig Chilperich II. und dessen Hausmeier Raganfrid durch und wird damit die dominierende Gestalt in Westeuropa.
- 1152: König Ludwig VII. von Frankreich und Eleonore von Aquitanien werden mit Zustimmung eines Konzils und päpstlichem Dispens geschieden. Die französische Krone verliert damit den mit der Heirat erlangten Gebietszuwachs um Aquitanien.
- 1590: Mit einem Friedensvertrag wird der Osmanisch-Safawidische Krieg beendet. Dem Osmanischen Reich wachsen eroberte Gebiete im Kaukasus und bis zum Kaspischen Meer zu.
- 1676: Der dänische Reichskanzler Peder Schumacher Griffenfeld wird unter dem Vorwurf von Bestechung und Hochverrat in Haft genommen, nachdem seinen Gegnern am Hofe ein geheimer Schriftwechsel mit den verfeindeten Schweden und der Großmacht Frankreich in die Hände gelangt ist.
- 1790: Die Französische Nationalversammlung schafft die in der Bevölkerung unbeliebte Salzsteuer Gabelle ab.

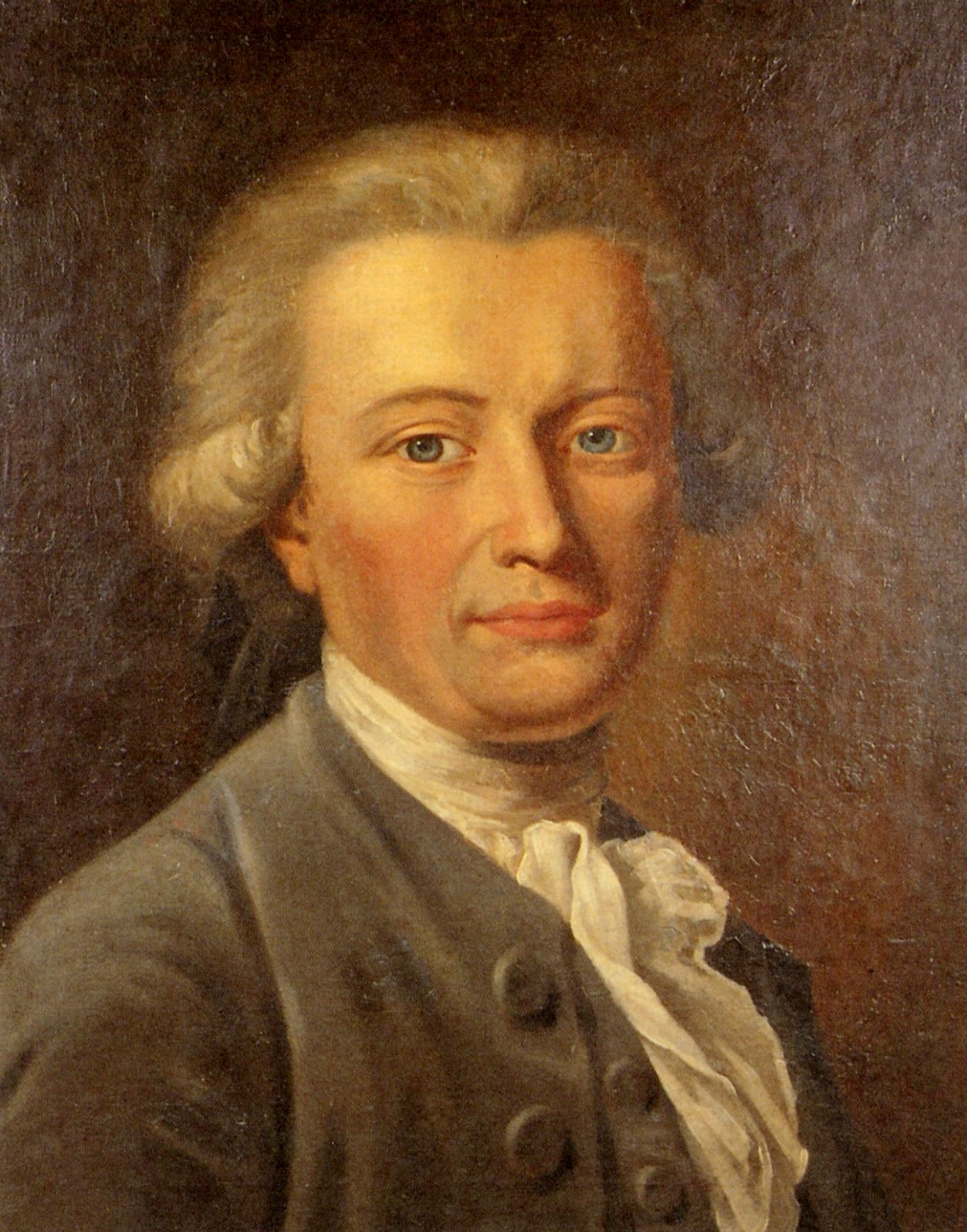
1793: Georg Forster

- 1793: Der Rheinisch-Deutsche Nationalkonvent im Deutschhaus Mainz beschließt einen Antrag auf Eingliederung der Mainzer Republik in den französischen Staatsverband. Als Überbringer des Antrags an den französischen Nationalkonvent werden Georg Forster, Adam Lux und André Patocki ausgewählt.
- 1799: In der Schlacht bei Ostrach, der ersten Kampfhandlung im Zweiten Koalitionskrieg, schlägt die österreichische Armee unter Führung von Erzherzog Karl von Österreich-Teschen in Süddeutschland eingedrungene französische Truppen unter General Jean-Baptiste Jourdan.

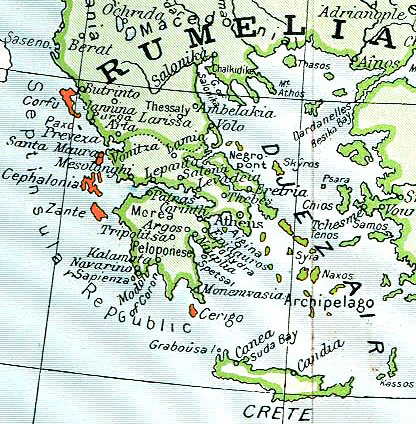
1800: Republik der Ionischen Inseln

- 1800: Russland und das Osmanische Reich verabreden im Vertrag von Konstantinopel nach der Eroberung der Ionischen Inseln von Frankreich die Bildung der Republik der Ionischen Inseln mit der Hauptstadt Korfu. Sie ist der Hohen Pforte tributpflichtig.
- 1801: Britische Truppen unter Ralph Abercromby besiegen die Franzosen unter Jacques-François Menou bei Alexandria. Napoleons Ägyptische Expedition ist damit praktisch gescheitert, auch wenn die Franzosen noch bis August in Ägypten bleiben.

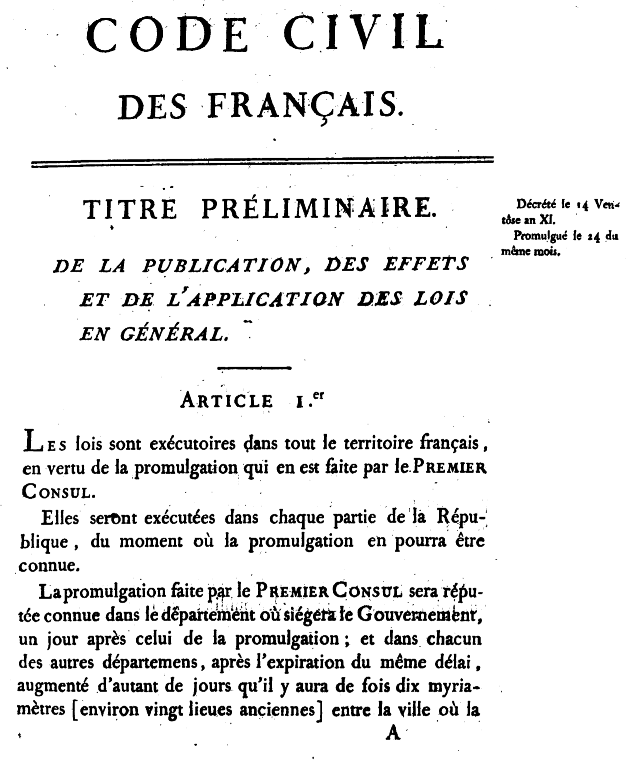
1804: Code Civil

- 1804: Der Code civil oder Code Napoléon, das französische Gesetzbuch zum Zivilrecht, wird verkündet. Es hat in seinen Grundzügen noch heute Geltung.
- 1804: Im Graben des Schlosses Vincennes wird der auf Befehl Napoleons nach Frankreich verschleppte Adlige Louis Antoine Henri de Bourbon-Condé, duc d’Enghien von einem Hinrichtungs-Peloton exekutiert.
- 1814: Die Schlacht bei Arcis-sur-Aube während der Befreiungskriege endet mit einem Sieg der Österreicher unter Feldmarschall Karl Philipp zu Schwarzenberg. Die zahlenmäßig klar unterlegene französische Armee entgeht nur knapp ihrer Vernichtung.
- 1848: Der preußische König Friedrich Wilhelm IV. reitet als Folge des blutigen Barrikadenaufstands mit einer schwarz-rot-goldenen Schärpe durch Berlin und verkündet seinen Willen zur Einheit und Freiheit Deutschlands.
- 1865: Die dreitägige Schlacht bei Bentonville im Amerikanischen Bürgerkrieg endet mit einem Sieg der Unionstruppen unter General William T. Sherman über die Konföderierte Armee unter Joseph E. Johnston.

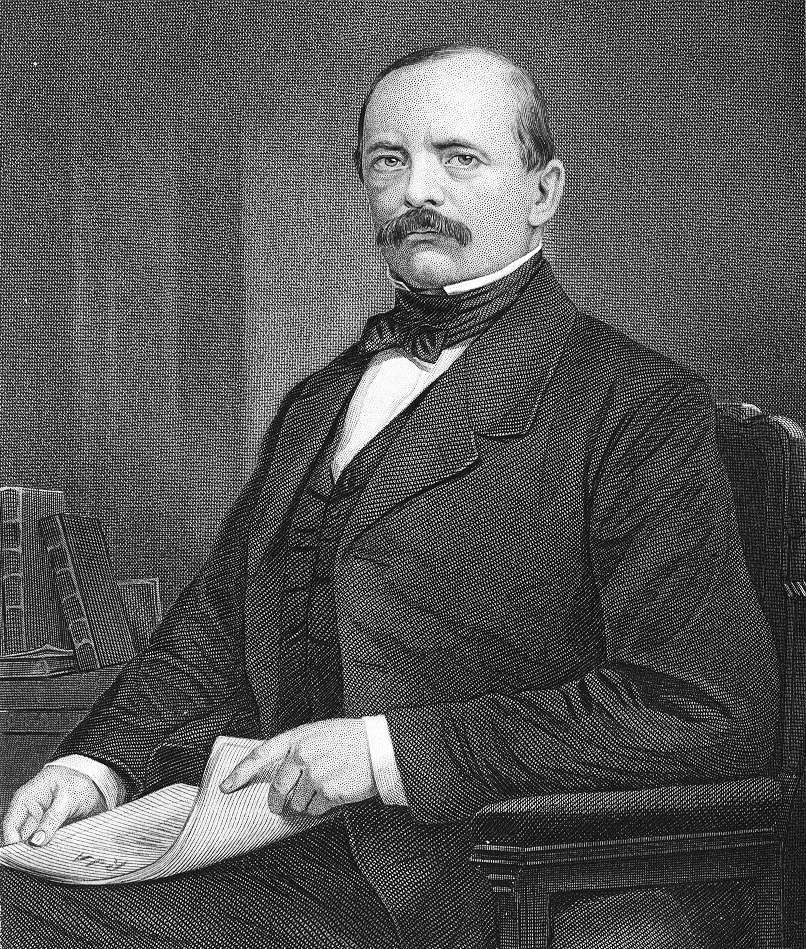
1871: Otto von Bismarck

- 1871: Otto von Bismarck wird von Kaiser Wilhelm I. zum ersten Reichskanzler des neu gegründeten Deutschen Kaiserreichs ernannt und in den Fürstenstand erhoben. Als erstes Mitglied nimmt er Hermann von Thile, Staatssekretär für Auswärtiges, in sein Kabinett auf.

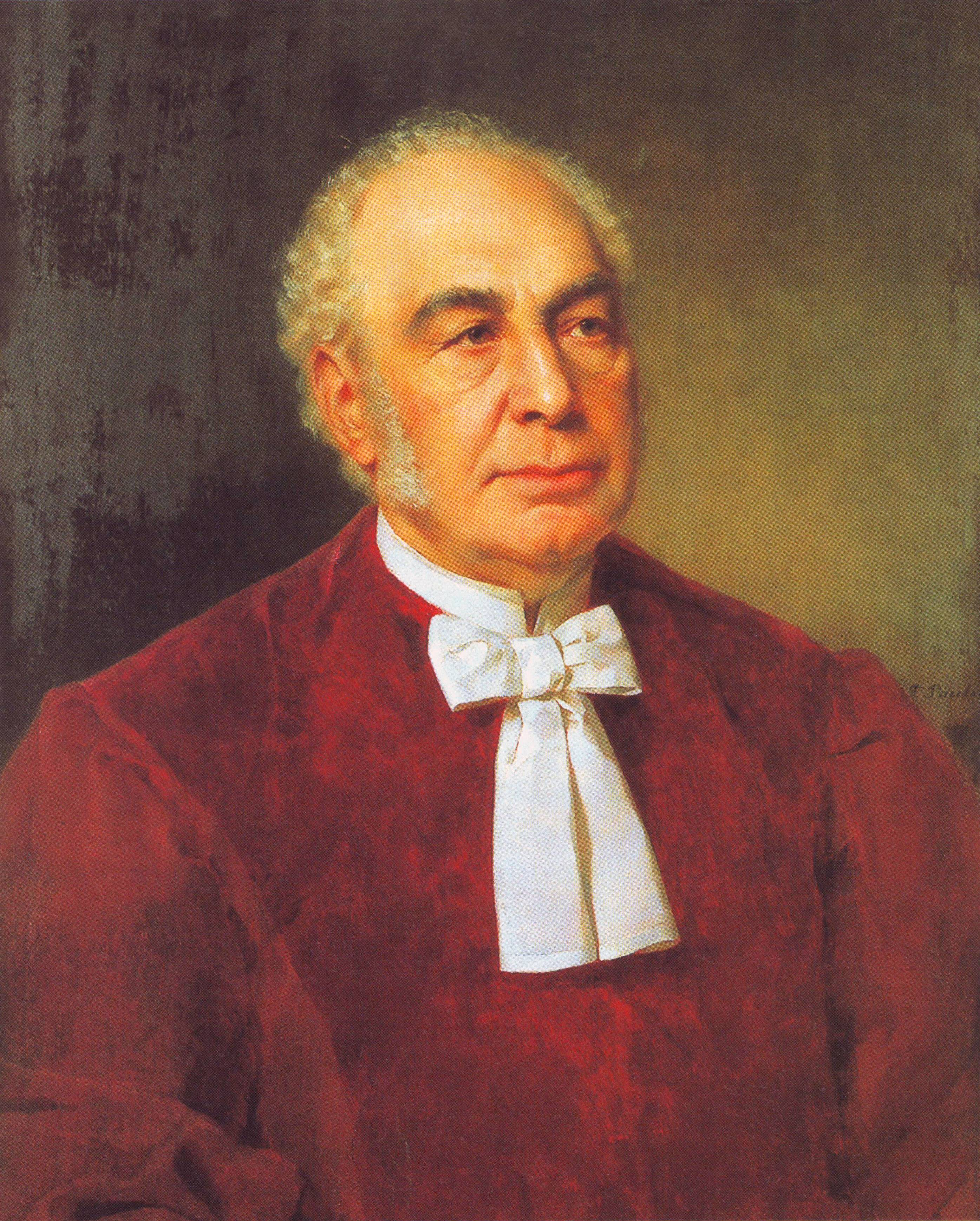
1871: Eduard von Simson

- 1871: In Berlin wird der in der Reichstagswahl am 3. März gewählte erste deutsche Reichstag eröffnet. Eduard von Simson wird von den 382 Abgeordneten zum ersten Reichstagspräsidenten gewählt.
- 1899: Der Sudanvertrag zwischen Großbritannien und Frankreich legt die Grenze zwischen Französisch-Äquatorialafrika und dem Anglo-Ägyptischen Sudan fest. Damit werden die Spannungen zwischen den beiden Ländern nach der Faschoda-Krise beigelegt, jedoch führt der Vertrag zur Ersten Marokkokrise mit dem Deutschen Kaiserreich, das in Marokko mehr Mitspracherecht fordert.
- 1915: Im Verlauf der Mexikanischen Revolution beginnt die Schlacht um El Ébano, in der es den Konstitutionalisten nach mehr als 70-tägigen Kämpfen gelingt, den Versuch der von Pancho Villa dominierten Konventionisten abzuwehren, sich in den Besitz der mexikanischen Erdölfördergebiete und des Ölexporthafens Tampico zu setzen.

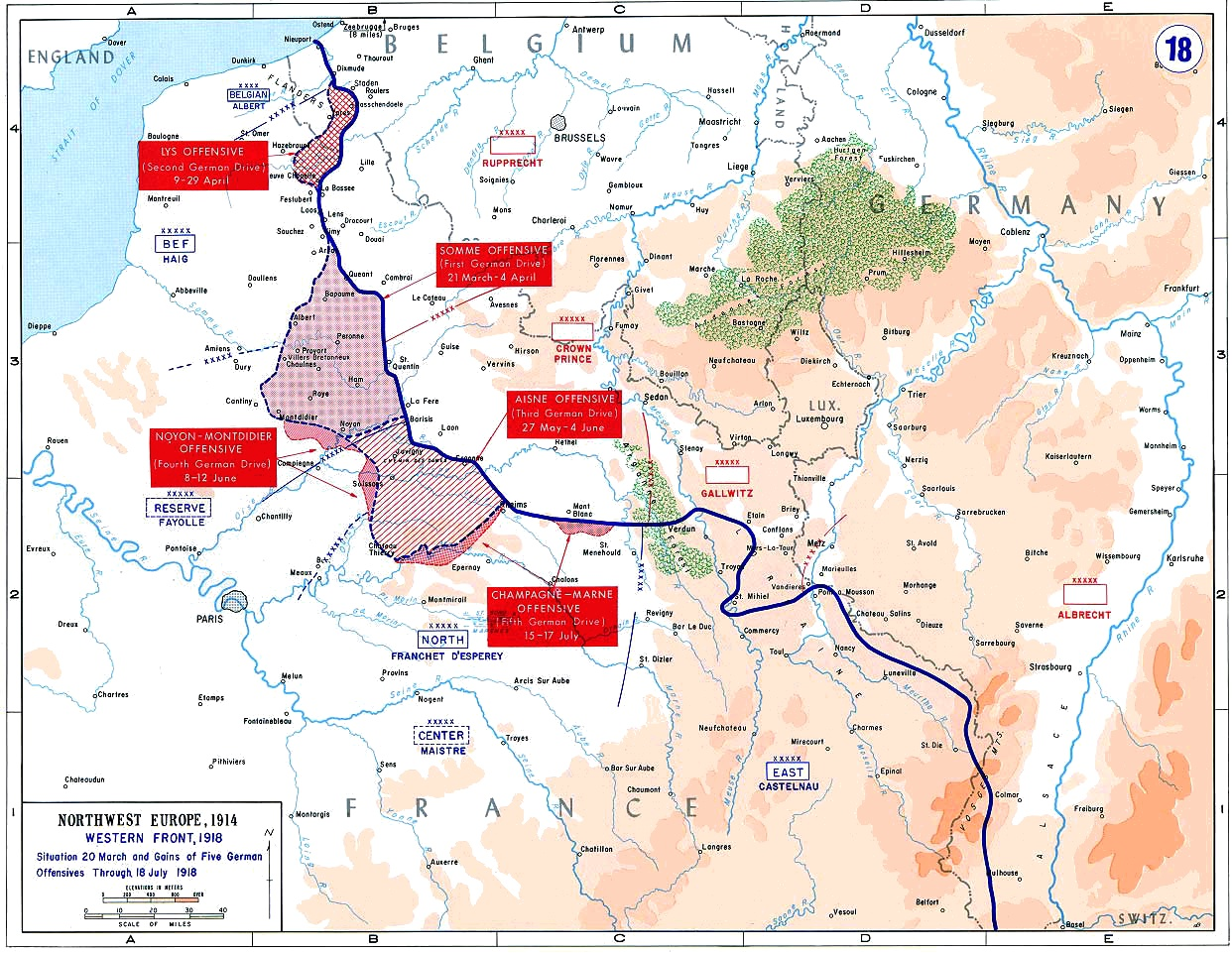
1918: Deutsche Frühjahrsoffensive

- 1918: An der Westfront des Ersten Weltkriegs beginnt das deutsche Heer seine erste von insgesamt fünf Frühjahrsoffensiven: Das Unternehmen Michael bringt zwar große Geländegewinne, scheitert aber letztendlich Anfang April vor Amiens.
- 1919: Nachdem Mihály Károlyi als Präsident der Republik Ungarn wegen eines Entrüstungssturms in der Bevölkerung, ausgelöst durch die Abtretung magyarisch besiedelter Gebiete an Nachbarstaaten, zurückgetreten ist, ruft der in den Nachkriegswirren aus der Haft freigelassene Kommunist Béla Kun die Räterepublik aus.
- 1920: In der Schweiz wird eine Volksinitiative für ein Verbot von Casinos angenommen.
- 1933: Mit einem Staatsakt in der Garnisonkirche von Potsdam inszenieren die Nationalsozialisten die Einberufung des Reichstags als Tag von Potsdam.
- 1933: In einer Pressekonferenz gibt Heinrich Himmler als kommissarischer Polizeipräsident von München die Fertigstellung des KZ Dachau als eines der ersten Konzentrationslager im Deutschen Reich bekannt. Tags darauf treffen die ersten rund 150 Häftlinge ein.

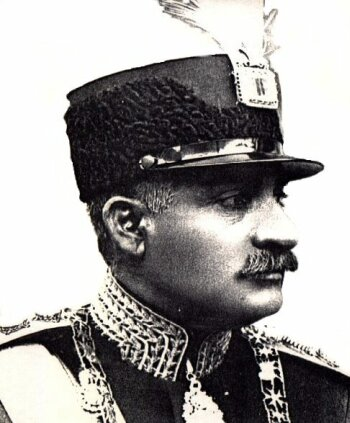
1935: Reza Schah Pahlavi

- 1935: Reza Schah Pahlavi ändert per Dekret den Landesnamen Persiens in Iran.
- 1937: In der Nähe von Ponce erschießen puerto-ricanische Polizisten 21 Menschen, die friedlich für die Freilassung des Nationalisten Pedro Albizu Campos demonstrieren. Beim Massaker von Ponce handelt es sich um eines der blutigsten Ereignisse in der Geschichte Puerto Ricos.
- 1938: Sudetendeutsche Freikorps besetzen das Gebiet von Aš in der Tschechoslowakei. Der Streit um die Gebiete des Sudetenlandes mündet in der Folge in die Sudetenkrise.
- 1943: Das vom Wehrmachtsoffizier Rudolf-Christoph von Gersdorff geplante Attentat auf Adolf Hitler während einer Besichtigung erbeuteter Waffen scheitert.
- 1959: Das chinesische Militär schlägt den tibetischen Volksaufstand gegen die völkerrechtswidrige Besetzung des Landes durch die Volksrepublik China mit Militärgewalt nieder.
- 1960: Die südafrikanische Polizei beendet eine vom Pan Africanist Congress organisierte Demonstration im Township Sharpeville gegen die diskriminierenden Passgesetze des Apartheidregimes mit dem Massaker von Sharpeville, indem sie auf die Demonstranten feuert und dabei 69 Menschen tötet und mindestens 180 verletzt.
- 1965: Martin Luther King beginnt mit seiner Bürgerrechtsbewegung den dritten Marsch von Selma nach Montgomery, um die Aufnahme Schwarzer in die Wählerlisten zu erreichen. Der Marsch, der erstmals Erfolg hat, kommt am 24. März in der Hauptstadt Alabamas an.
- 1966: Konrad Adenauer tritt auf dem Parteitag der Christlich Demokratischen Union Deutschlands (CDU) als Parteivorsitzender zurück. Zwei Tage später erfolgt die Wahl Ludwig Erhards zum Nachfolger, Adenauer wird zum Ehrenvorsitzenden gekürt.
- 1968: Bei der Schlacht von Karame beansprucht die palästinensische Fatah ihren ersten militärischen Erfolg gegen Israel im israelisch-palästinensischen Konflikt.
- 1975: Nachdem Kaiser Haile Selassie am 12. September des Vorjahres gestürzt worden ist, schafft das Militär die Monarchie in Äthiopien endgültig ab. In der Provinz Eritrea beginnen daraufhin Aufstände gegen die Militärregierung.
- 1979: Der in Camp David ausgehandelte Friedensvertrag zwischen Israel und Ägypten wird vom israelischen Parlament mit großer Mehrheit gebilligt. Der Israelisch-ägyptische Friedensvertrag wird am 26. März in Washington unterzeichnet.
- 1980: US-Präsident Jimmy Carter kündigt den Boykott der Olympischen Sommerspiele 1980 in Moskau durch die USA an.

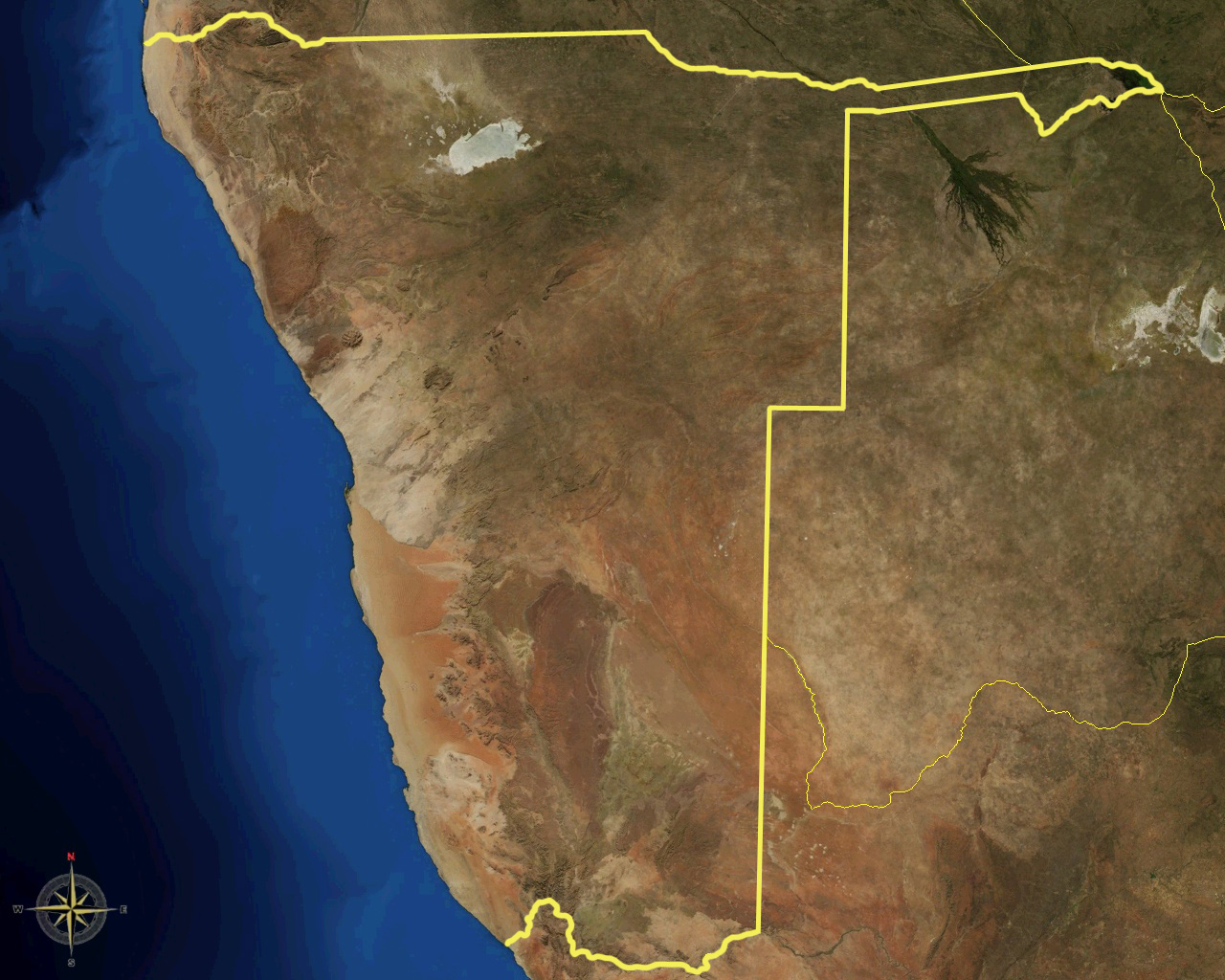
1990: Namibia

- 1990: Namibia wird als vorläufig letztes afrikanisches Land unabhängig, als Südafrika die Treuhandverwaltung, die ihm bereits 1966 von der UNO entzogen worden ist, endgültig abgibt. Erster Präsident ist Sam Nujoma von der SWAPO.

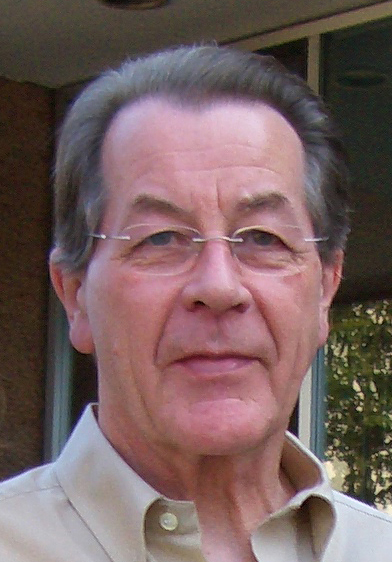
2004: Franz Müntefering

- 2004: Franz Müntefering wird auf einem SPD-Sonderparteitag mit 95,1 % der Stimmen zum Nachfolger von Gerhard Schröder als Bundesvorsitzender der SPD gewählt.

### Wirtschaft
- 1846: Der Belgier Adolphe Sax erhält in Frankreich das Patent für das Saxophon.
- 1856: Irische und belgische Kapitalgeber ermöglichen die Gründung der Steinkohlenzeche Shamrock in Herne im nördlichen Ruhrgebiet.
- 1969: Das japanische Computer- und Videospiel-Unternehmen Konami wird gegründet.
- 1991: Der deutsche Bundesforschungsminister Heinz Riesenhuber verkündet das endgültige Aus für das Kernkraftwerk Kalkar. Die nordrhein-westfälische Stadt Kalkar erhält als Ausgleich rund 60 Millionen Euro.
- 2006: Der Mikrobloggingdienst Twitter wird gegründet. Noch am selben Tag wird der allererste Tweet, von dem Twitter-Mitgründer Jack Dorsey, gesendet.

### Wissenschaft und Technik
- 1684: Der Astronom Giovanni Domenico Cassini entdeckt zwei Monde des Planeten Saturn, Tethys und Dione.
- 1784: Der hannoversch-britische Astronom Wilhelm Herschel entdeckt im Sternbild Coma Berenices die Galaxie NGC 4379. Ferner stößt er bei seinen Beobachtungen auf eine weitere bisher unbekannte Galaxie im Sternbild Löwe, die heutige NGC 3370.
- 1844: Der vom Bab, dem Religionsstifter des Babismus entworfene Badi-Kalender beginnt.
- 1919: In Weimar entsteht das von Walter Gropius initiierte Bauhaus als eine Hochschule für Gestaltung.

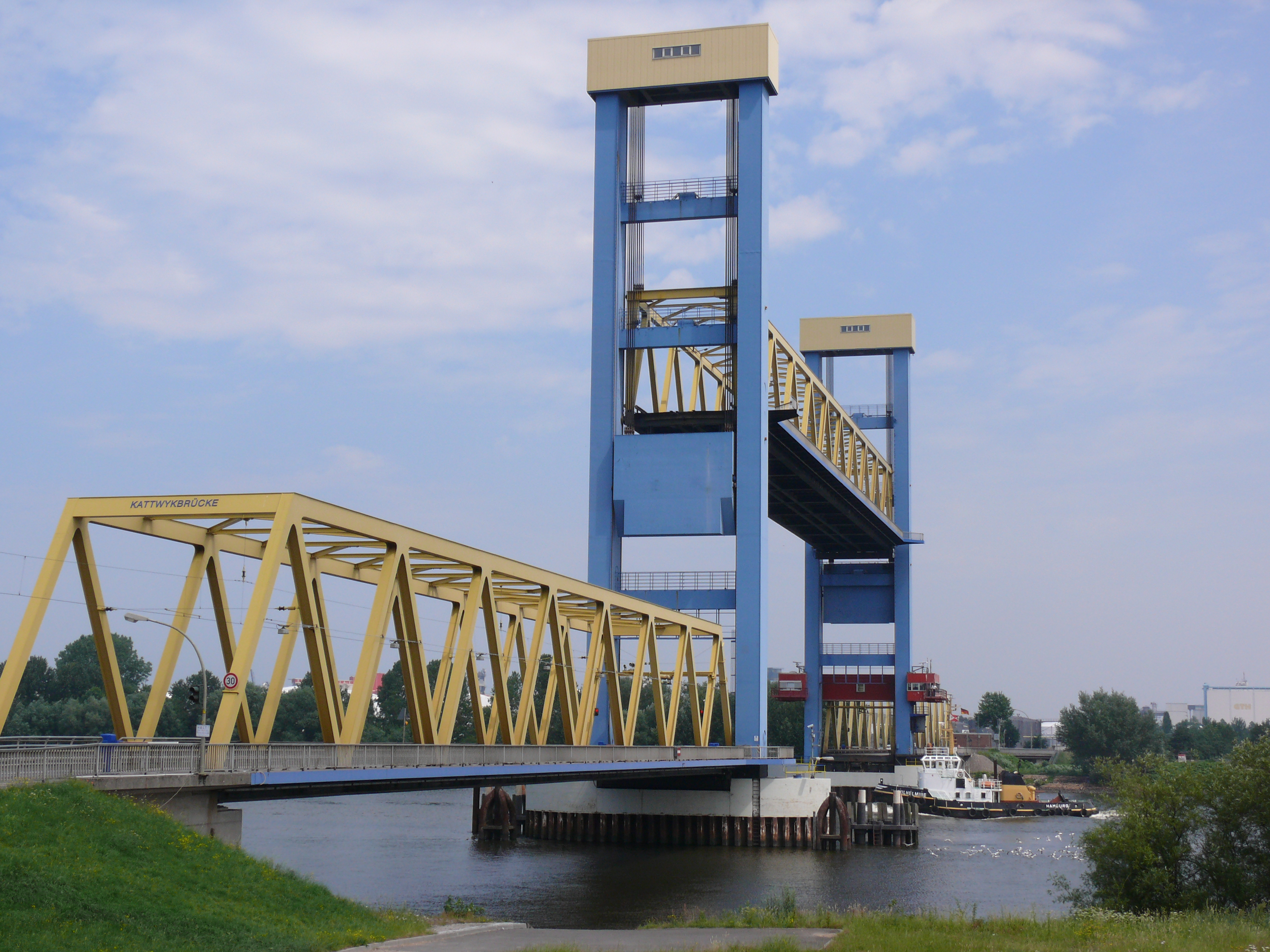
1973: Kattwykbrücke

- 1973: Die Kattwykbrücke wird in Hamburg eingeweiht. Sie ist die größte Hubbrücke Deutschlands.

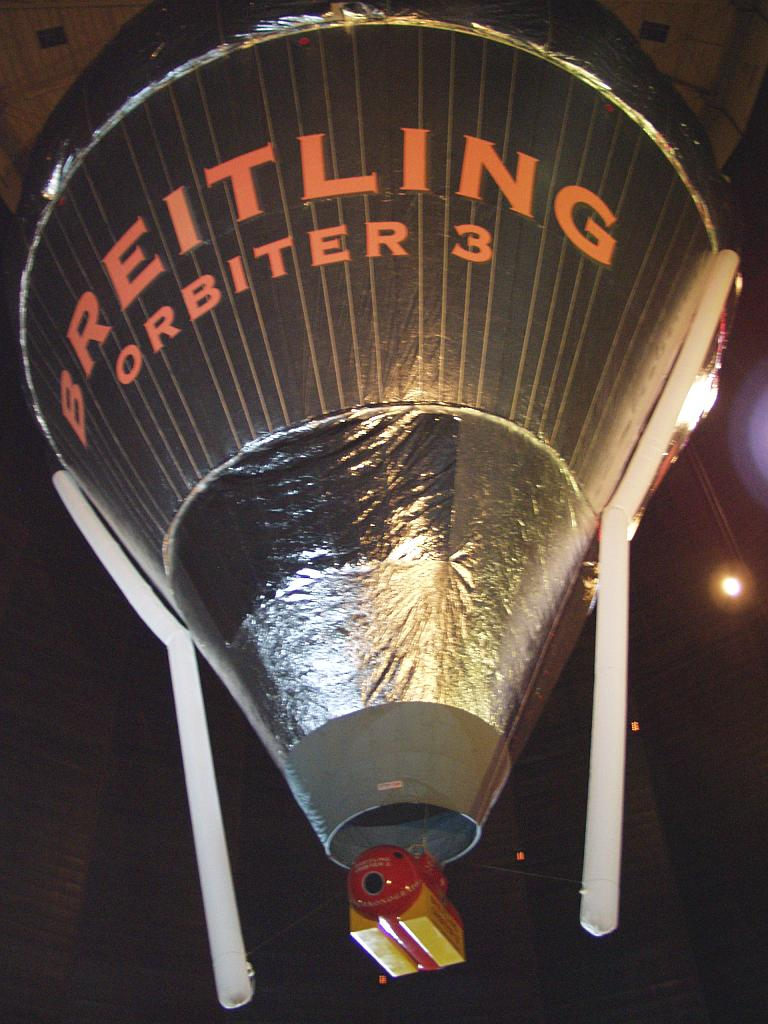
1999: Orbiter 3

- 1999: Nach fast 20 Tagen nonstop in der Luft landen Bertrand Piccard und Brian Jones nach ihrer erfolgreichen Weltumrundung mit ihrem Heißluftballon Orbiter 3 in Ägypten.
- 2001:  Das transatlantische Kabel TAT-14 zwischen Nordamerika und Europa wird nach zweieinhalbjähriger Bauzeit eingeweiht. Es überträgt hauptsächlich binäre Daten für den Internetgebrauch.

### Kultur

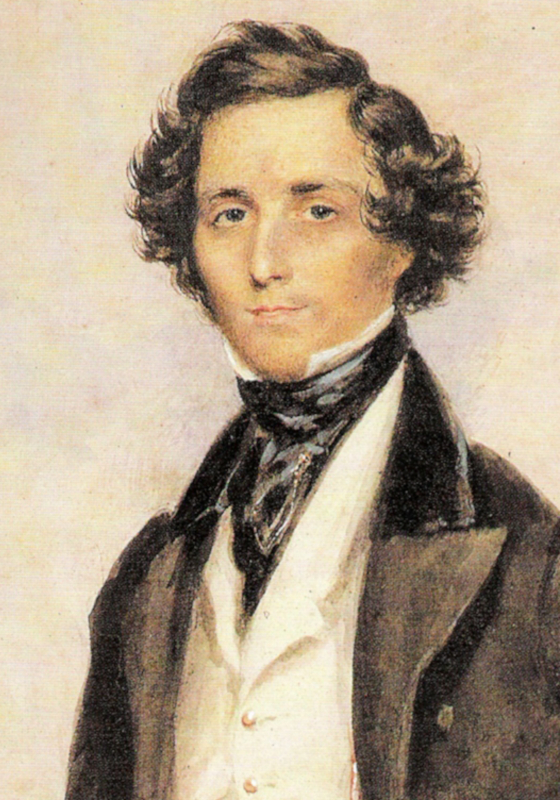
1839: Felix Mendelssohn Bartholdy

- 1839: Felix Mendelssohn Bartholdy dirigiert auf Anregung von Robert Schumann die postume Uraufführung von Franz Schuberts Großer Sinfonie C-Dur im Gewandhaus in Leipzig. Die Sinfonie setzt sich in der Folge jedoch nur langsam durch.
- 1866: Am Carltheater in Wien wird Franz von Suppès Operette Leichte Kavallerie mit Karl Costas Libretto uraufgeführt. Sie ist heute nur noch durch ihre weltberühmte Ouvertüre bekannt.
- 1872: Die Uraufführung der Oper Hermione von Max Bruch findet an der Hofoper in Berlin statt.
- 1874: Am Théâtre de Fantaisies-Parisiennes in Brüssel wird die französische Operette Giroflé-Girofla von Charles Lecocq uraufgeführt.
- 1877: Die Oper Die Folkunger von Edmund Kretschmer wird an der Hofoper in Dresden uraufgeführt.
- 1896: Die Uraufführung der Oper Das Heimchen am Herd von Karl Goldmark erfolgt an der Hofoper in Wien.

1960: „Der schwarze Kanal“

- 1960: Im Deutschen Fernsehfunk wird die politisch-agitatorische Sendereihe Der schwarze Kanal gestartet, in der Karl-Eduard von Schnitzler gekürzte und zusammengeschnittene Ausschnitte aus dem Westfernsehen sendet, um deren ursprünglichen Inhalt zu verfremden.
- 2002: Der deutsche Staatsminister für Kultur und Medien Julian Nida-Rümelin gründet die Kulturstiftung des Bundes.

### Gesellschaft
- 1913: Albert Schweitzer und seine Frau Helene brechen zu ihrer ersten Reise nach Afrika auf, um in Französisch-Äquatorialafrika ein Krankenhaus aufzubauen. Sie treffen am 16. April in Lambaréné ein.

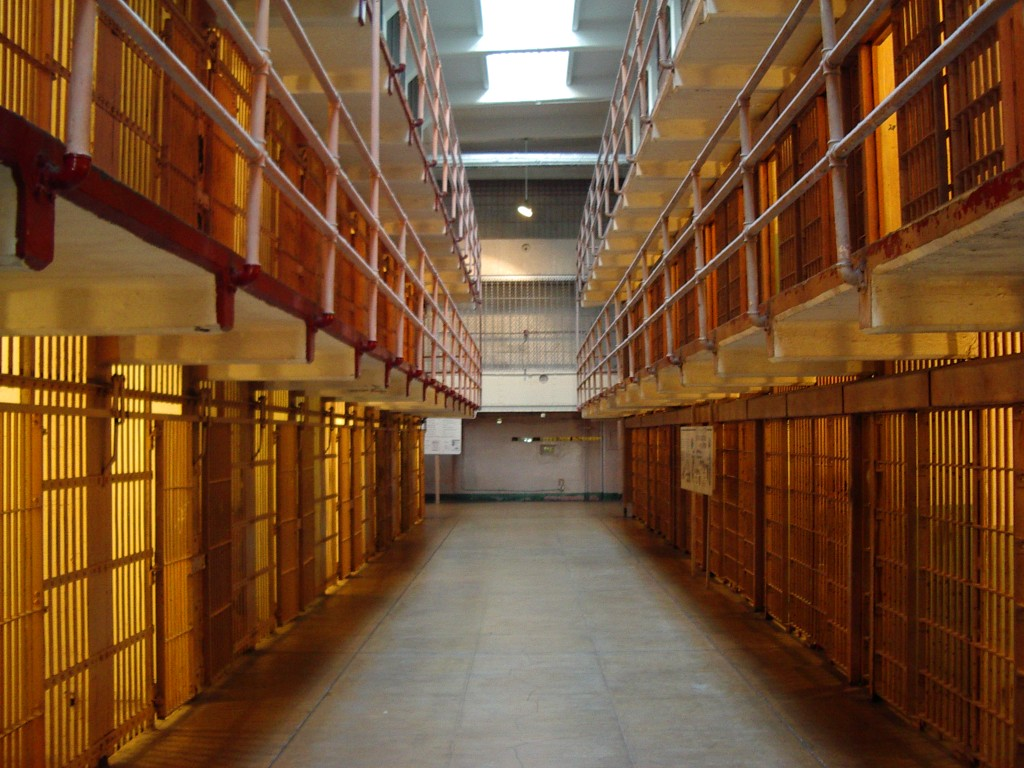
1963: Zellentrakt in Alcatraz

- 1963: Robert F. Kennedy, Justizminister der USA ordnet die Schließung des Hochsicherheitsgefängnisses Alcatraz an. Grund sind hohe Betriebskosten und drohende aufwändige Instandhaltungsmaßnahmen für die Insel in der Bucht von San Francisco.
- 2005: In Red Lake im US-Bundesstaat Minnesota läuft der Schüler Jeffrey Weise Amok. Er erschießt zuhause zuerst seinen Großvater und dessen Lebensgefährtin und führt danach das Massaker in der örtlichen Highschool weiter. Der Amoklauf kostet zehn Menschen, inklusive des Täters, das Leben.

### Religion
- 1098: Robert von Molesme gründet das Kloster Cîteaux, das Stammkloster des Ordens der Zisterzienser.

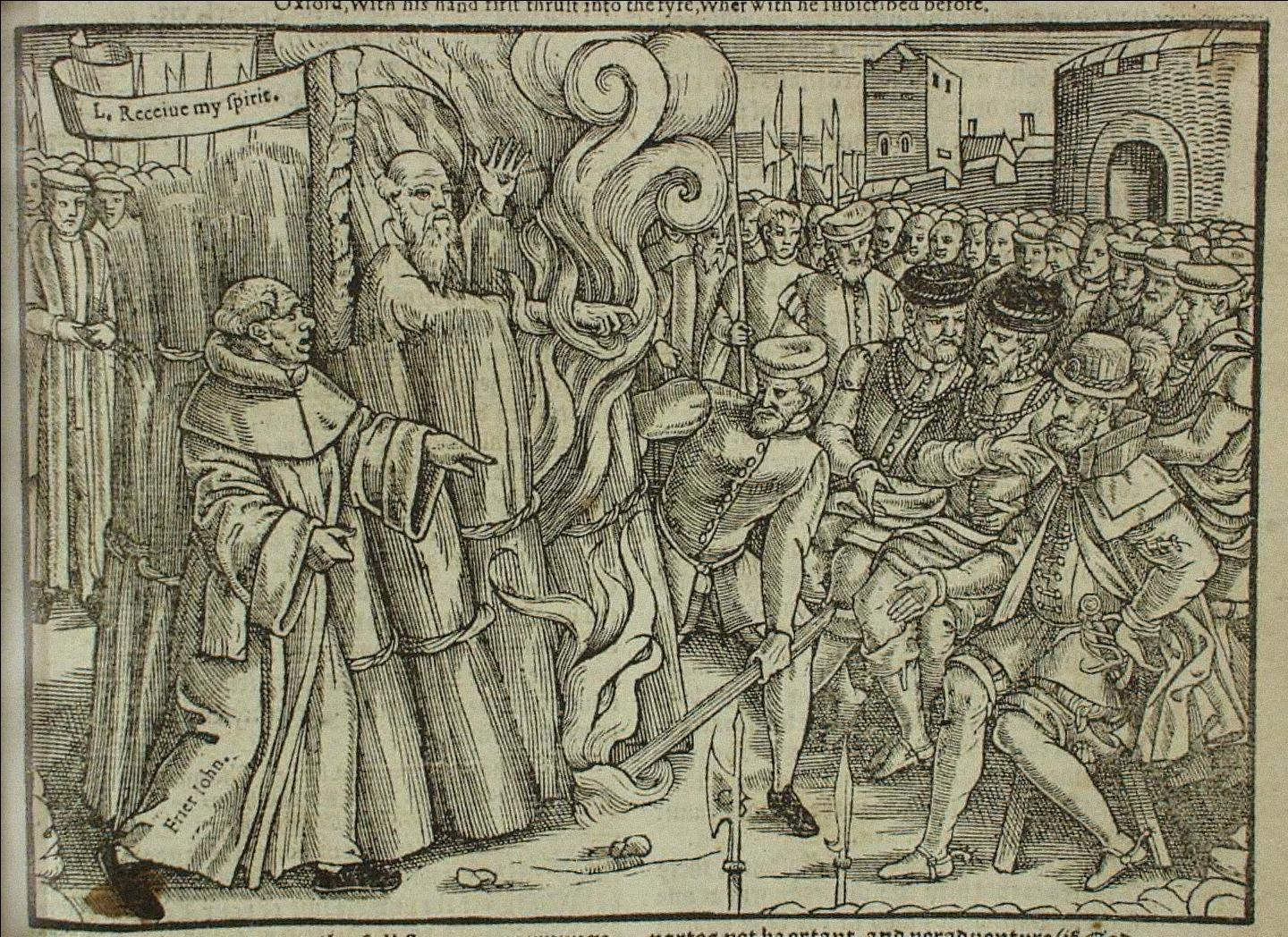
1556: Hinrichtung Thomas Cranmers

- 1556: In Oxford wird der Erzbischof von Canterbury, Thomas Cranmer, im Zuge der Rekatholisierung Englands durch Maria I. wegen Hochverrats und Häresie auf dem Scheiterhaufen verbrannt.

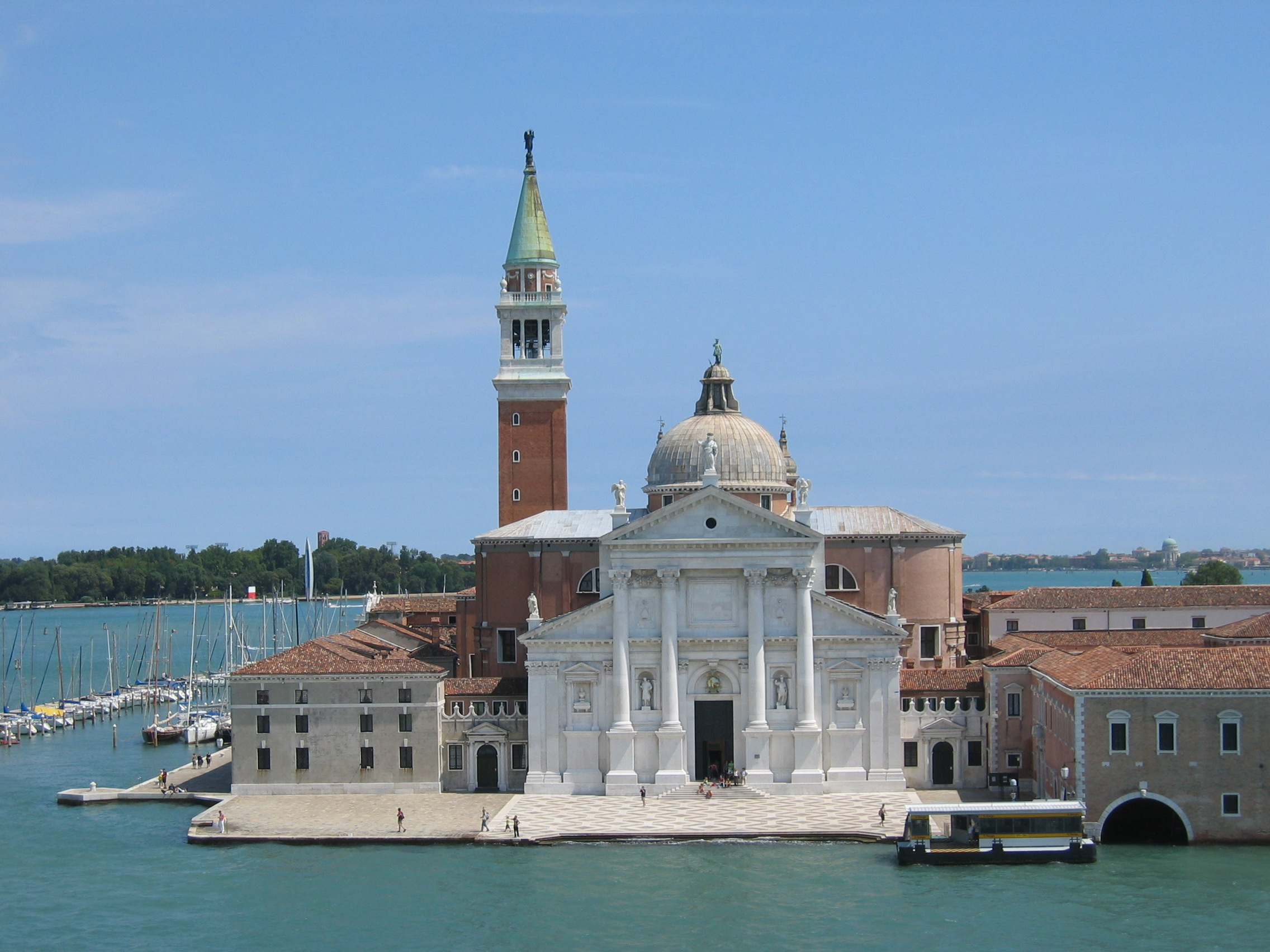
1800: San Giorgio Maggiore

- 1800: Graf Luigi Barnaba Niccolò Maria Chiaramonti wird eine Woche nach seiner Wahl in der venezianischen Kirche San Giorgio Maggiore als Pius VII. zum Papst gekrönt.
- 1937: Die gegen die kirchenfeindliche Haltung des Regimes in Deutschland gerichtete Enzyklika Mit brennender Sorge von Papst Pius XI. wird in allen deutschen katholischen Gemeinden verlesen.
- 1947: In der Enzyklika Fulgens radiatur unterstreicht Papst Pius XII. anlässlich des 1400. Todestages von Benedikt von Nursia die Bedeutung des Heiligen.

### Katastrophen
- 1788: Ein Großbrand zerstört nahezu das gesamte Stadtgebiet der Stadt New Orleans. Von den rund 1.100 Gebäuden fallen 856 den Flammen zum Opfer.

Kleinere Unglücksfälle sind in den Unterartikeln von Katastrophe und in der Liste von Katastrophen aufgeführt.

### Natur und Umwelt
- 1676: Südlich von Livorno regnen die Trümmer eines beim Erdeintritt zerplatzten Meteors in das Tyrrhenische Meer.

### Sport
- 1988: Mike Tyson gewinnt seinen Boxkampf gegen Tony Tubbs im Tokyo Dome durch technischen K. o. und wird dadurch Weltmeister im Schwergewicht.
- 2010: Die 10. Paralympischen Winterspiele in Vancouver enden nach zehn Tagen. Erfolgreichste Nation war mit 13 Goldmedaillen Deutschland.

Einträge von Leichtathletik-Weltrekorden befinden sich unter der jeweiligen Disziplin unter Leichtathletik.

## Geboren

### Vor dem 18. Jahrhundert
- 0927: Song Taizu, chinesischer Kaiser, Gründer der Song-Dynastie
- 1256: Heinrich I., Markgraf von Brandenburg und Landsberg
- 1295: Heinrich Seuse, deutscher Dominikaner und Mystiker
- 1317: Isabel de Verdon, englische Adelige
- 1425: Henry de Beauchamp, 1. Duke of Warwick, englischer Adeliger
- 1456: Georg von Slatkonia, Bischof von Wien
- 1467: Caritas Pirckheimer, Äbtissin des Klarissenklosters in Nürnberg und Verfechterin der Glaubens- und Gewissensfreiheit
- 1474: Angela Merici, Gründerin des Ursulinen-Ordens
- 1492: Johann II., Pfalzgraf und Herzog von Simmern

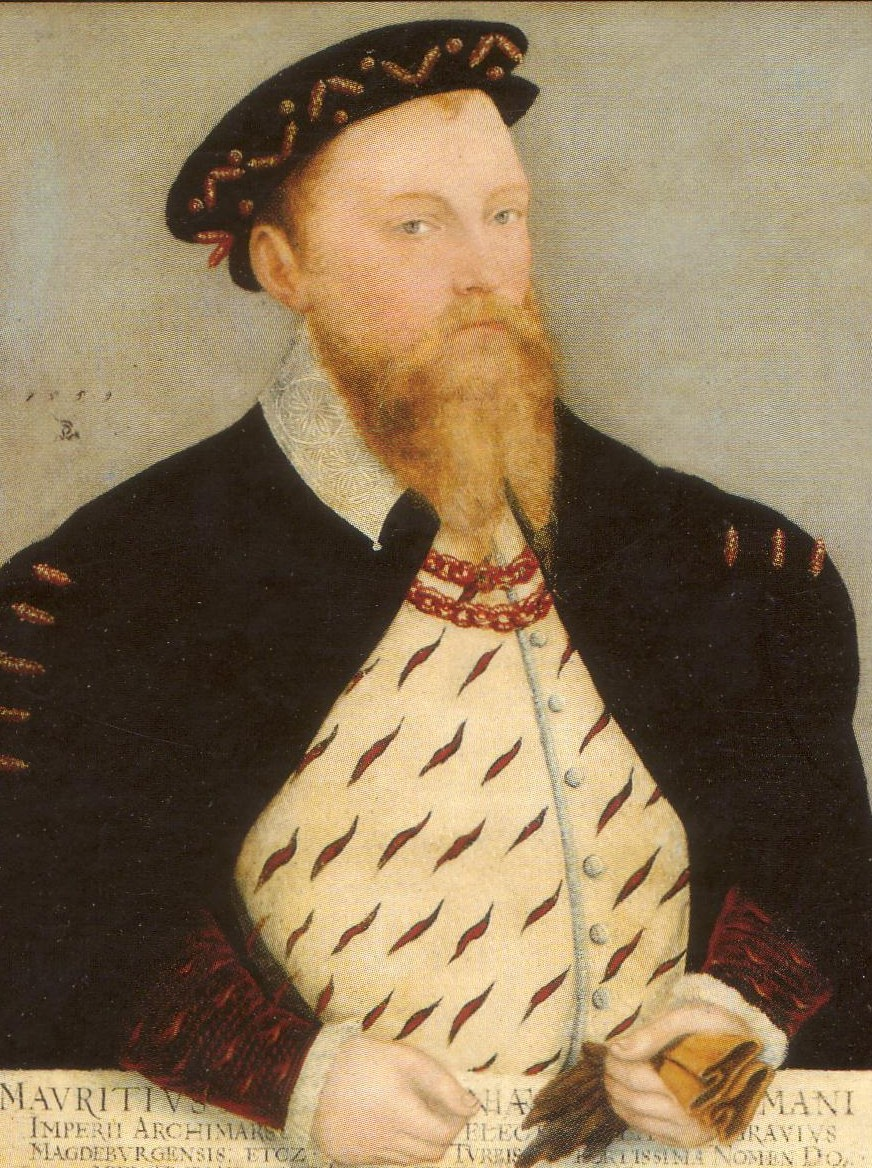
Moritz von Sachsen (* 1521)

- 1521: Moritz von Sachsen, Herzog, später Kurfürst von Sachsen
- 1523: Kaspar Eberhard, deutscher lutherischer Theologe und Pädagoge
- 1538: Christoph III. von Pappenheim, deutscher Militär
- 1546: Bartholomäus Spranger, flämischer Maler
- 1551: Maria Anna von Bayern, Prinzessin von Bayern und Erzherzogin von Innerösterreich-Steiermark
- 1583: Heinrich Wilhelm von Solms-Laubach, General im Dreißigjährigen Krieg
- 1588: Egon VIII. von Fürstenberg-Heiligenberg, Reichsgraf, bayrischer Generalfeldzeugmeister und Heerführer
- 1590: Johannes Agricola, deutscher Arzt, Alchemist und Salinenfachmann
- 1603: Hans Friedrich von Knoch, Mitglied der Fruchtbringenden Gesellschaft
- 1609: Johann II. Kasimir, König von Polen
- 1643: Johann Joachim Zentgraf, deutscher Theologe und Professor
- 1646: Nikolaus Wilhelm Goddaeus, deutscher Jurist und Kanzler der Landgrafschaft Hessen
- 1665: José Benito de Churriguera, spanischer Bildhauer, Bildschnitzer und Baumeister
- 1666: Ogyū Sorai, japanischer neokonfuzianischer Philosoph
- 1672: Johann Georg Abicht, deutscher Theologe und Sprachforscher
- 1678: Marie Elisabeth von Schleswig-Holstein-Gottorf, Äbtissin des reichsunmittelbaren und freiweltlichen Stifts Quedlinburg
- 1679: Benedict Calvert, 4. Baron Baltimore, Lord Proprietor der englischen Kolonie  Maryland
- 1683: Ludolf August von Bismarck, russischer General
- 1685: Johann Sebastian Bach, deutscher Komponist (nach julianischem Kalender, der zu seiner Geburtszeit im protestantischen Eisenach galt)
- 1700: Ernst Joachim Westphal, deutscher Verwaltungsjurist und Politiker

### 18. Jahrhundert
- 1703: Georg Andreas Sorge, deutscher Organist, Komponist und Musiktheoretiker
- 1704: Karl Egon I. zu Fürstenberg, k.k. Staatsmann, Gouverneur von Böhmen und Ritter des Goldenen Vließes
- 1704: Alexander Ferdinand von Thurn und Taxis, dritter Fürst von Thurn und Taxis und Generalerbpostmeister
- 1705: Lorenz Natter, deutscher Edelsteinschleifer, Gemmenschneider und Medailleur
- 1707: Johann Benedikt Werkstätter, österreichischer Barockmaler
- 1708: Caspar Ruetz, deutscher Kantor, Komponist und Musikdirektor
- 1710: Johann Heinrich Mylius der Jüngere, deutscher Rechtswissenschaftler
- 1713: Francis Lewis, Unterzeichner der Unabhängigkeitserklärung der USA
- 1714: Georg Heinrich Borz, deutscher Mathematiker
- 1714: Dorothea Ritter, Jugendfreundin Friedrichs des Großen
- 1715: Jakob Samuel Beck, deutscher Maler
- 1716: Josef Seger, böhmischer Komponist
- 1718: Johann Friedrich Hiller, deutscher Pädagoge, Rhetoriker und Philosoph
- 1718: Friedrich August Krubsacius, deutscher Architekt und Architekturtheoretiker
- 1725: Johann Franz Coing, deutscher Theologe und Hochschullehrer
- 1728: Joseph Wenzel, Fürst zu Fürstenberg
- 1735: Karl Heinrich Seibt, deutscher Pädagoge und katholischer Theologe in Böhmen

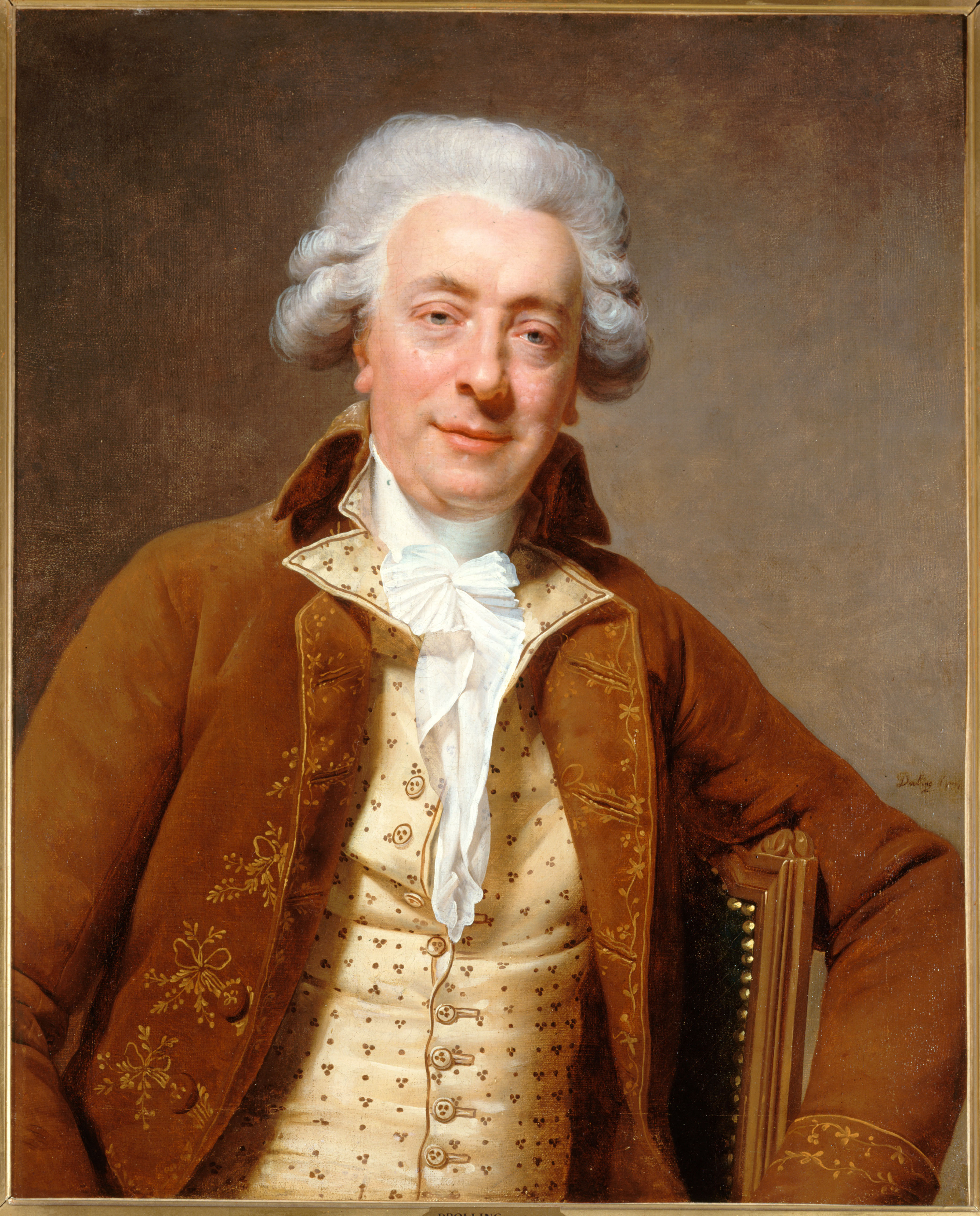
Claude-Nicolas Ledoux (* 1736)

- 1736: Claude-Nicolas Ledoux, französischer Architekt
- 1736: Dorothea Wendling, deutsche Opernsängerin
- 1745: Johan Nordahl Brun, norwegischer Bischof und Dichter
- 1747: Karl Wilhelm Jerusalem, deutscher Jurist
- 1748: Franz Ernst Christoph Leuckart, deutscher Musikverleger, Kunst- und Musikalienhändler
- 1752: Jean Étienne Benoît Duprat, französischer General und Revolutionär
- 1752: Mary Dixon Kies, US-amerikanische Erfinderin
- 1752: Maurice Joseph Louis Gigost d’Elbée, Anführer der Aufständischen während des Vendée-Aufstands
- 1754: Christian Ludwig Schübler, Bürgermeister von Heilbronn
- 1757: James Sowerby, britischer Naturforscher und Maler
- 1763: Jean Paul, deutscher Dichter und Schriftsteller
- 1768: Joseph Fourier, französischer Mathematiker und Physiker
- 1777: Georg von Rukavina, österreichischer General
- 1779: Alexis de Garaudé, französischer Musikpädagoge und Komponist
- 1786: Jean-André-Tiburce Sébastiani, französischer General
- 1790: Hermann von Beisler, deutscher Politiker
- 1792: Gustav Adolf Harald Stenzel, deutscher Geschichtsforscher

### 19. Jahrhundert

#### 1801–1850
- 1803: Adolf August Friedrich Rudorff, deutscher Romanist
- 1806: Johannes Carl, deutscher evangelischer Theologe, Konsistorialrat und Dichter

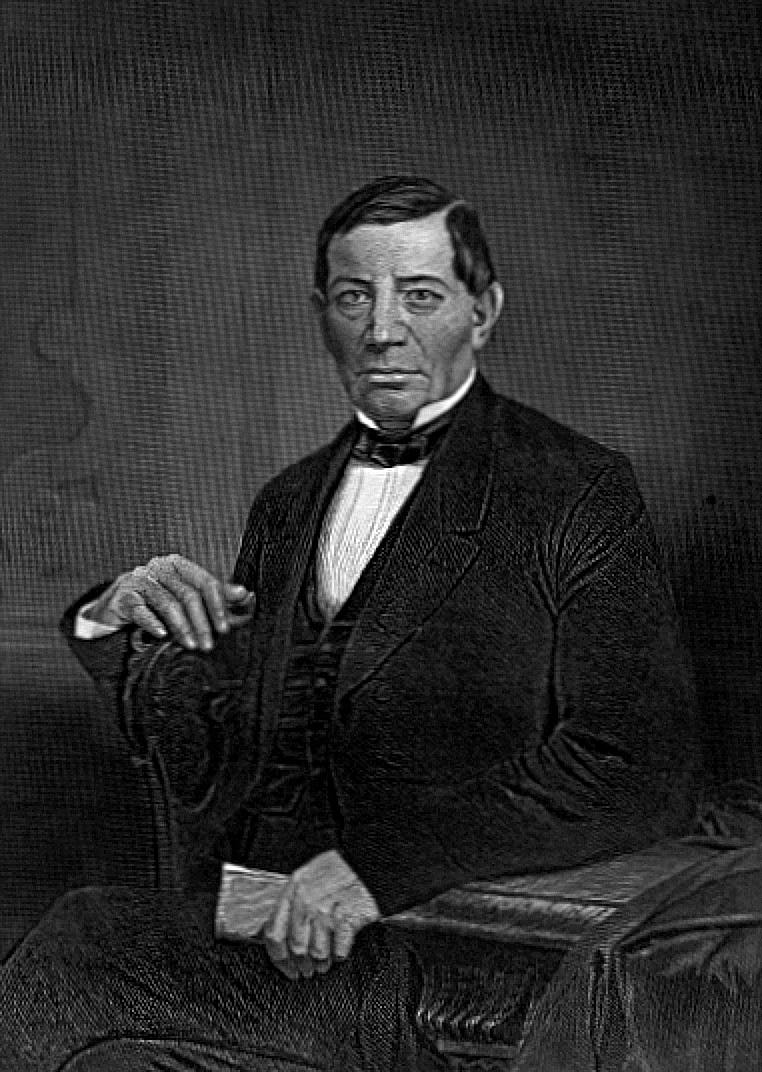
Benito Juárez (* 1806)

- 1806: Benito Juárez, mexikanischer Staatsmann und Präsident
- 1809: Jules Favre, französischer Politiker
- 1810: Johann Anzengruber, österreichischer Schriftsteller
- 1810: Diomede Pantaleoni, italienischer Arzt und Politiker
- 1813: Heinrich Cordes, deutscher Missionar
- 1816: Julius Arnoldt, deutscher Philologe
- 1819: Bernhard Becker, Schweizer evangelischer Geistlicher und Sozialpolitiker
- 1820: Siegfried Kapper, tschechischer Schriftsteller, Übersetzer und Arzt
- 1826: Louis Arsène Delaunay, französischer Schauspieler
- 1827: Andrew Leith Adams, schottischer Mediziner, Naturforscher und Geologe
- 1828: William Saurin Lyster, australischer Opernimpresario
- 1830: Samson Gunzenhauser, deutscher Rabbiner
- 1831: Dorothea Beale, englische Mathematikerin, Hochschullehrerin und Bildungsreformerin
- 1837: Theodore Nicholas Gill, US-amerikanischer Ichthyologe
- 1839: Modest Petrowitsch Mussorgski, russischer Komponist

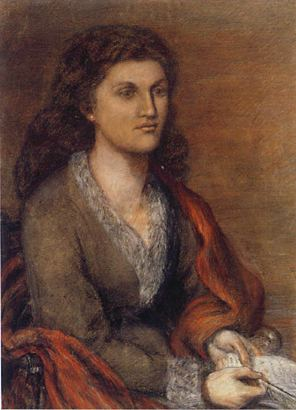
Mathilde Blind (* 1841)

- 1841: Mathilde Blind, englischsprachige Schriftstellerin
- 1850: Richard von Hagn, deutscher Maler

#### 1851–1900
- 1852: Arthur Milchhoefer, deutscher Archäologe
- 1853: Berthold Deimling, preußischer General und Pazifist
- 1856: David Lorenz, deutscher Maler
- 1857: Albert Rossow, deutscher Komponist und Dirigent
- 1857: Hunter Liggett, US-amerikanischer General
- 1859: Daria Karađorđević, US-amerikanische Golfspielerin und Prinzessin von Serbien
- 1862: Mykola Pymonenko, ukrainischer Maler
- 1863: Hugo Kaun, deutscher Komponist, Dirigent und Musikpädagoge

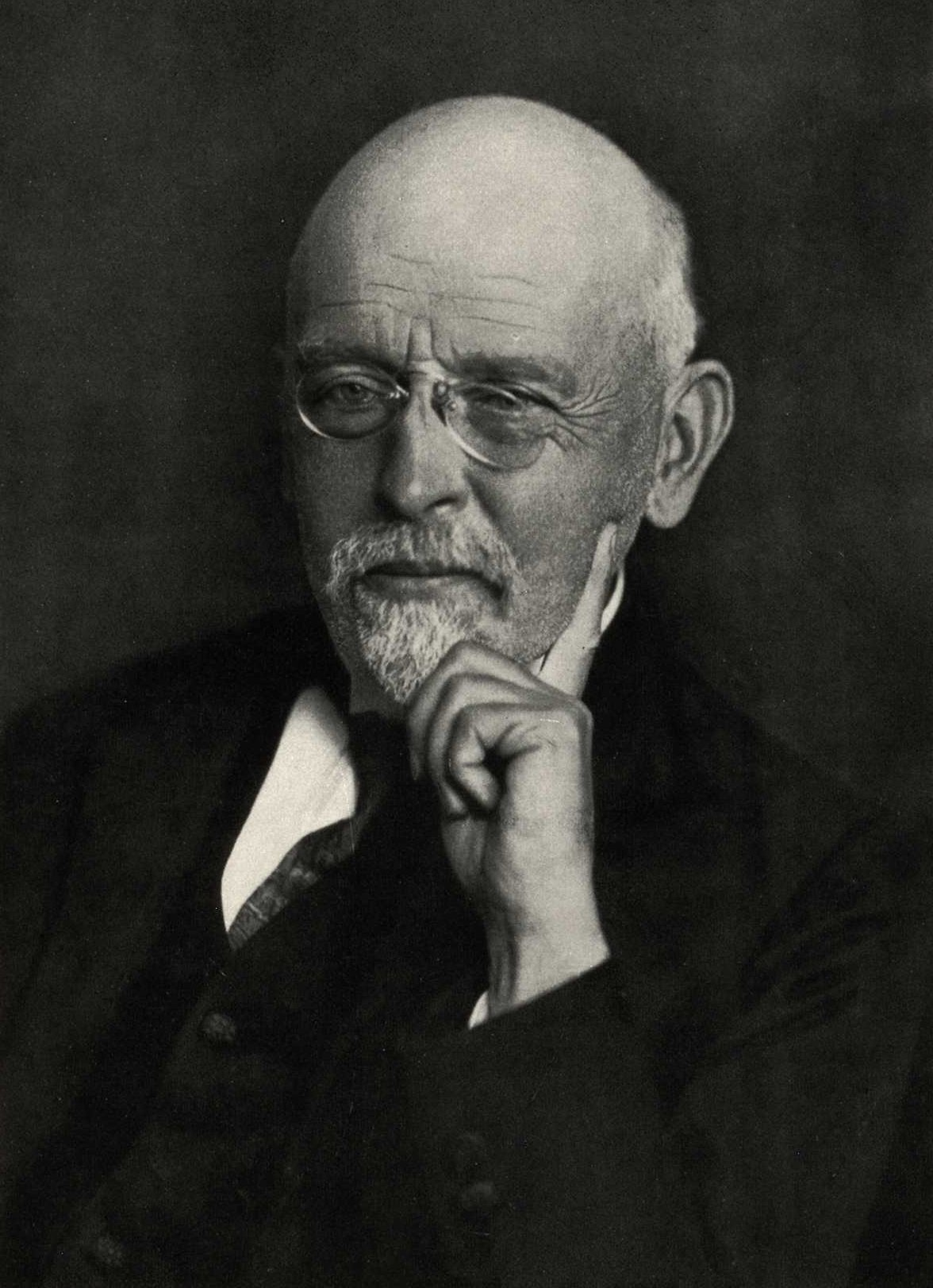
Carl Hosius (* 1866)

- 1866: Carl Hosius, deutscher Altphilologe
- 1866: Antonia Maury, US-amerikanische Astronomin
- 1867: Florenz Ziegfeld junior, US-amerikanischer Theater- und Filmproduzent
- 1868: Richard Wachsmuth, deutscher Experimentalphysiker
- 1870: Heinrich Waentig, deutscher Nationalökonom
- 1874: Paul Abel, britischer Jurist
- 1874: Alfred Tysoe, britischer Leichtathlet, Olympiasieger
- 1876: Ludwig Finckh, deutscher Schriftsteller
- 1876: José de Jesús Ravelo, dominikanischer Komponist und Musikpädagoge
- 1876: Walter Tewksbury, US-amerikanischer Leichtathlet, Olympiasieger
- 1877: Maurice Farman, französischer Bahnradsportler, Automobilrennfahrer, Luftfahrtpionier und Unternehmer

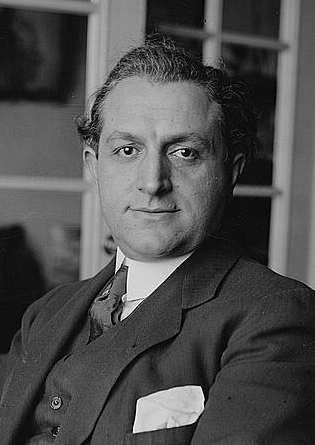
Pasquale Amato (* 1878)

- 1878: Pasquale Amato, italienischer Sänger
- 1878: Charles Ballossier, französischer Turner
- 1879: Hedwig Jahnow, deutsche Alttestamentlerin, erste Frau im Magistrat der Stadt Marburg, Opfer der Shoa
- 1879: Josef Steinbach, österreichischer Gewichtheber
- 1879: Saharet, australische Tänzerin
- 1880: Gilbert M. Anderson, US-amerikanischer Schauspieler, Regisseur, Produzent und Drehbuchautor
- 1880: Hans Hofmann, deutscher Maler
- 1881: Karl Fischer, deutscher Begründer der Wandervogelbewegung
- 1882: Fritzi Massary, österreichische Schauspielerin
- 1882: Rudolf Fettweis, badischer Oberdirektor des Wasser- und Straßenbaus
- 1883: Ernst Neustadt, deutscher Altphilologe, Pädagoge und Schulleiter
- 1883: Karl Pündter, deutscher Schauspieler, Regisseur, Hörspielsprecher und nach 1945 Leiter der Abteilung Schulfunk beim NWDR in Hamburg
- 1884: George David Birkhoff, US-amerikanischer Mathematiker
- 1886: Oscar Traynor, irischer Politiker
- 1887: Franz Goldau, deutscher Landwirt, Gutsbesitzer und Politiker
- 1887: Luis Johnson, chilenischer Maler
- 1887: Bernard Kälin, Schweizer Abt
- 1887: Erich Mendelsohn, deutscher Architekt
- 1887: Edwin Scharff, deutscher Bildhauer
- 1887: Ludwig Philipp von Portugal, Kronprinz von Portugal
- 1888: Norbert von Hellingrath, deutscher Germanist
- 1888: Franz Koch, deutsch-österreichischer Germanist und Literaturhistoriker
- 1888: Alexei Stantschinski, russischer Komponist und Pianist
- 1889: Willi Cleer, deutscher Automobilrennfahrer
- 1889: W. S. Van Dyke, US-amerikanischer Filmregisseur
- 1890: C. Douglass Buck, US-amerikanischer Politiker
- 1890: Albert Johannsen, deutscher Maler
- 1891: Helmuth Gmelin, deutscher Schauspieler und Theaterleiter
- 1892: Grete Bloch, deutsche Industrieangestellte und Freundin Franz Kafkas, Holocaustopfer
- 1893: Bo Carter, US-amerikanischer Blues-Gitarrist
- 1893: Sidney Franklin, US-amerikanischer Regisseur und Filmproduzent
- 1894: Žiga Hirschler, kroatischer Komponist und Musikkritiker
- 1894: Rudolf Nebel, deutscher Raketentechniker
- 1894: Siegfried Schneider, deutscher Autor und Franziskaner (Krippenpater)
- 1895: Emilio Capacetti, puerto-ricanischer Sänger
- 1895: Joseph Panholzer, deutscher Politiker
- 1896: Ernst Günther Burggaller, deutscher Offizier, Motorrad- und Automobilrennfahrer
- 1896: Friedrich Waismann, deutscher Philosoph
- 1897: Marie Minna Bielenberg, deutsche Malerin und Töpferin
- 1897: Sim Gokkes, niederländischer Komponist
- 1897: John Ridley Stroop, US-amerikanischer Psychologe
- 1900: Paul Kletzki, Schweizer Dirigent und Komponist polnischer Herkunft

### 20. Jahrhundert

#### 1901–1925
- 1901: Karl Arnold, deutscher Politiker, Ministerpräsident Nordrhein-Westfalen
- 1901: Rudolf Harms, deutscher Schriftsteller
- 1902: Edward Anseele jr., belgischer Politiker und Widerstandskämpfer
- 1902: Gustav Fröhlich, deutscher Schauspieler, Regisseur und Drehbuchautor
- 1902: Son House, US-amerikanischer Blues-Musiker
- 1902: Karel Vacek, tschechischer Militärmusiker und Komponist
- 1903: Paul Fitzgibbon, US-amerikanischer American-Football-Spieler
- 1903: William C. Hayes, US-amerikanischer Ägyptologe
- 1903: Rudolf Jettel, österreichischer Komponist, Klarinettist und Hochschullehrer
- 1904: Hana Kučerová-Záveská, tschechoslowakische Architektin und Designerin
- 1904: Nikos Skalkottas, griechischer Komponist
- 1904: Max Steenbeck, deutscher Physiker
- 1905: Joan Coromines, spanischer Linguist für romanische Sprachen und Autor
- 1905: Claude William Hibbard, US-amerikanischer Paläontologe
- 1905: Hilde Konetzni, österreichische Opernsängerin
- 1905: Willi Kratt, deutscher Kommunalpolitiker
- 1905: Heinrich Kunst, deutscher Volksschauspieler
- 1905: Armando R. Malet, uruguayischer Politiker
- 1905: Heinrich Franz Pfeifer, deutscher Geheimdienstler
- 1905: Gerhard Rautenberg, deutscher Druckereibesitzer und Verleger
- 1906: John D. Rockefeller III, US-amerikanischer Philanthrop und Präsident der Rockefeller-Stiftung
- 1907: Ferdinand Klostermann, österreichischer Theologe

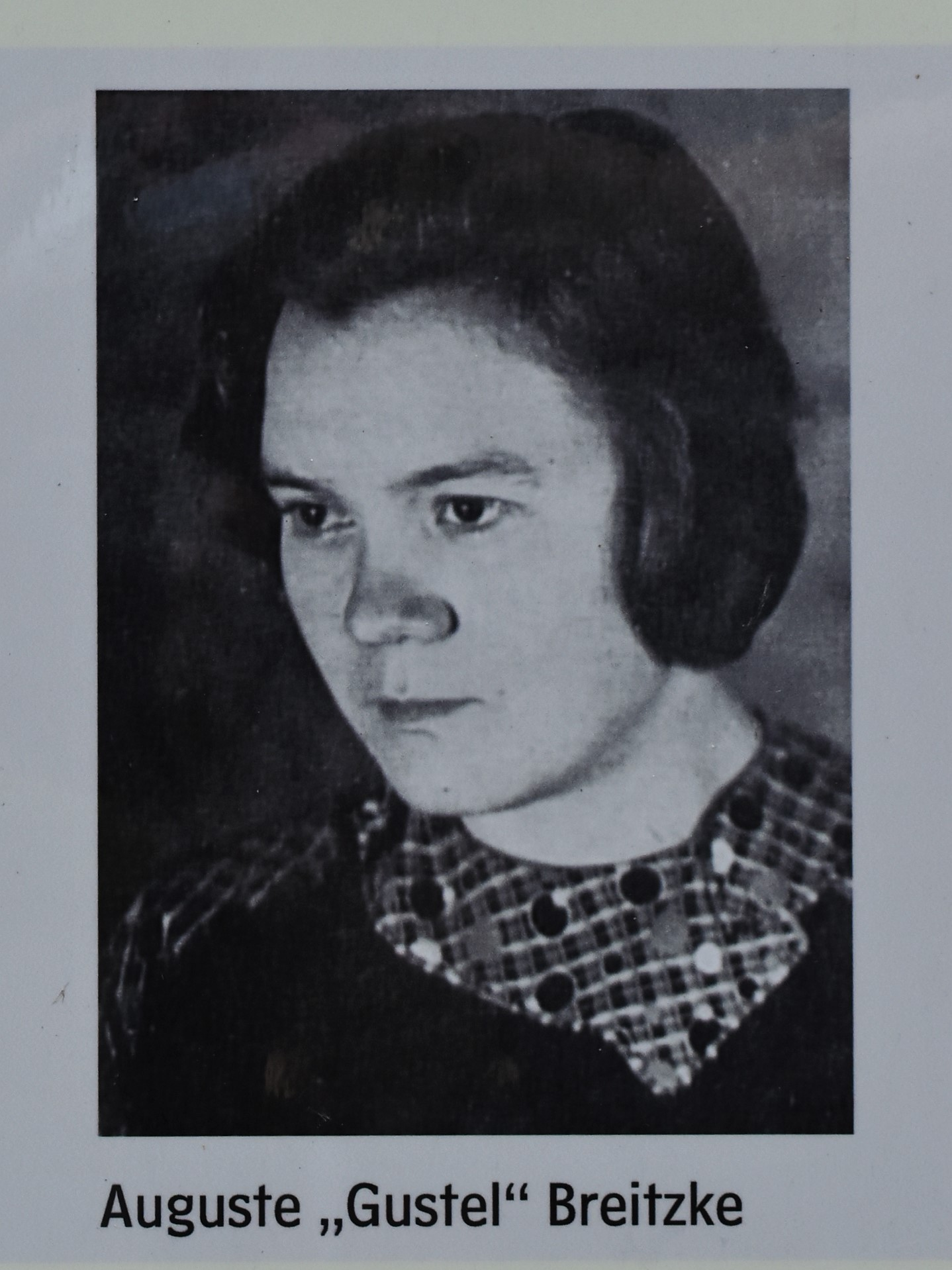
Auguste Breitzke (* 1908)

- 1908: Auguste Breitzke, deutsche sozialdemokratische Widerstandskämpferin
- 1908: Hans Dankner, deutscher KPD-Funktionär und Widerstandskämpfer gegen den Nationalsozialismus
- 1908: Edgar Emmert, deutscher Kommunalpolitiker
- 1908: Hans-Joachim Kahler, deutscher Offizier
- 1908: Eduard März, österreichischer Wirtschaftshistoriker
- 1908: Eleonore „Elinor“ Sigrid Else von Opel, deutsch-schweizerische Stiftungsgründerin aus der Familie Opel
- 1908: Josef Schmitt, deutscher Fußballspieler und -trainer
- 1908: Sergei Lwowitsch Sedow, jüngster Sohn Leo Trotzkis
- 1908: Margarete Steffin, deutsche Schauspielerin und Schriftstellerin
- 1908: Sylvester Laflin Weaver junior, US-amerikanischer Rundfunkoffizieller
- 1909: Peter Heinrich von Blanckenhagen, US-amerikanischer Klassischer Archäologe
- 1909: DeWitt Stephen Hyde, US-amerikanischer Politiker
- 1909: Elizabeth Reinhardt, US-amerikanische Schriftstellerin und Drehbuchautorin
- 1909: Hans Hermann Wahler, deutscher Politiker und Abgeordneter des Hessischen Landtags
- 1909: Helmuth Wernicke, deutscher Pianist, Sänger, Komponist, Arrangeur und Bandleader
- 1909: Anna Zießler, deutsche Politikerin
- 1910: Gustav Neidlinger, deutscher Sänger
- 1911: Günther Klotz, deutscher Kommunalpolitiker
- 1911: Hans Nicklisch, deutscher Schriftsteller und Übersetzer
- 1912: Zsuzsanna Bánki, ungarische Architektin, Bauhausstudentin, Opfer der Schoa
- 1912: Ludwig Beisiegel, deutscher Feldhockeyspieler
- 1912: André Laurendeau, kanadischer Schriftsteller, Essayist, Journalist und Politiker
- 1913: George Abecassis, britischer Rennfahrer
- 1913: Rodney Arismendi, uruguayischer Politiker und marxistischer Theoretiker

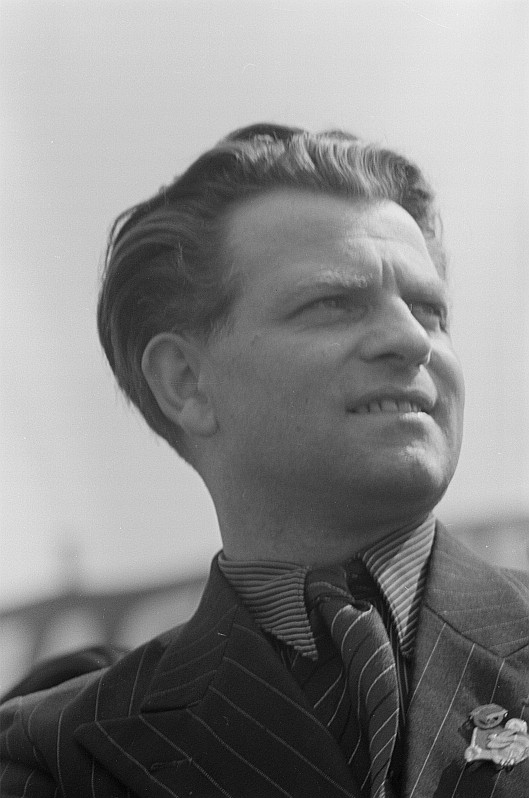
Paul Fröhlich (* 1913)

- 1913: Paul Fröhlich, Mitglied des Politbüros des ZK der SED der DDR
- 1913: Werner Höfer, deutscher Journalist
- 1913: Gabrijel Stupica, jugoslawisch-slowenischer Maler
- 1913: Erwin Vosseler, deutscher Fußballspieler
- 1914: Hüseynağa Sadıqov, sowjetischer Schauspieler
- 1914: Paul Tortelier, französischer Cellist
- 1915: José Benito Barros, kolumbianischer Komponist
- 1915: Călin Gruia, rumänischer Schriftsteller
- 1915: Willi Schwabe, deutscher Schauspieler, Sänger und Moderator
- 1916: Ken Wharton, englischer Formel-1-Rennfahrer
- 1918: Broadus Erle, US-amerikanischer Geiger und Musikpädagoge
- 1919: Cecil Steffen, US-amerikanische Komponistin und Musikpädagogin
- 1920: Rolando Arjona Amábilis, mexikanischer Maler, Bildhauer, Fotograf und Wappenkünstler
- 1920: Éric Rohmer, französischer Film- und Theaterregisseur
- 1920: Mario Cecchi Gori, italienischer Filmproduzent
- 1921: Arthur Grumiaux, belgischer Violinist
- 1921: Paco Godia, spanischer Rennfahrer
- 1922: Russ Meyer, US-amerikanischer Regisseur, Drehbuchautor und Produzent
- 1922: Livio Dante Porta, argentinischer Eisenbahningenieur
- 1923: Tsuna Iwami, japanischer Komponist und Shakuhachispieler
- 1924: Karl Heinz Füssl, österreichischer Komponist und Musikwissenschaftler
- 1924: Harry Lehmann, deutscher Physiker
- 1925: Hugo Koblet, Schweizer Radrennfahrer
- 1925: Peter Brook, britischer Theaterregisseur
- 1925: Hilda Gadea, peruanische Wirtschaftswissenschaftlerin, Funktionärin und Autorin

#### 1926–1950
- 1926: Georg Schmitz, deutscher Regionalpolitiker
- 1927: Halton Arp, US-amerikanischer Astronom
- 1927: Robert-Alexander Bohnke, deutscher Pianist

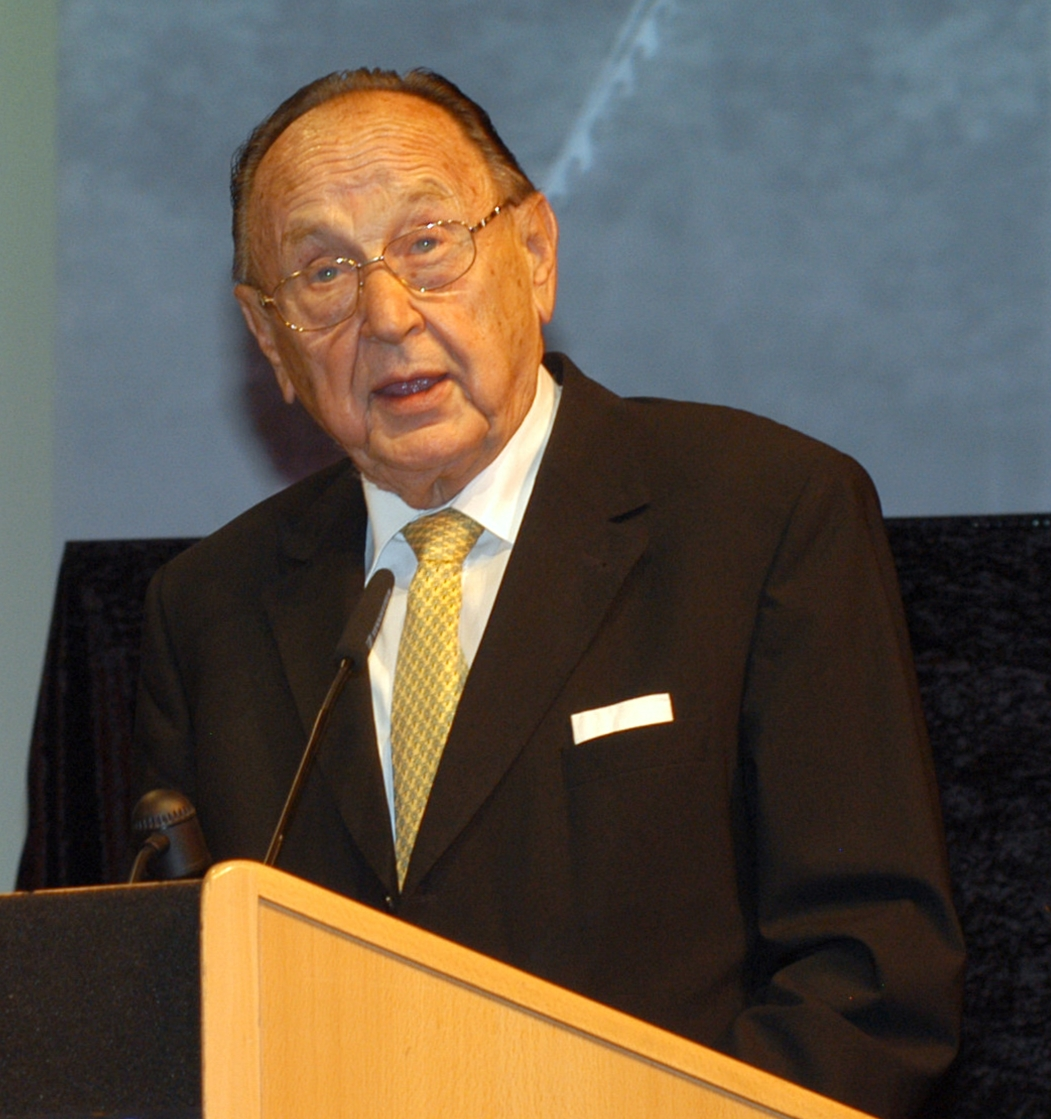
Hans-Dietrich Genscher (* 1927)

- 1927: Hans-Dietrich Genscher, deutscher Jurist und Politiker, MdB, Innenminister, Außenminister und stellvertretender Bundeskanzler
- 1927: Elena Gaputytė, litauische Malerin und Bildhauerin
- 1928: Valentin Gheorghiu, rumänischer Pianist und Komponist
- 1928: Peter Hacks, deutscher Dramatiker und Schriftsteller
- 1928: Klara Köttner-Benigni, österreichische Schriftstellerin, Publizistin und Naturschützerin
- 1928: Aina Wifalk, schwedische Sozialwissenschaftlerin und Erfinderin des modernen Rollators
- 1929: Hans Hösl, deutscher Politiker, Oberbürgermeister von Passau
- 1929: Robert Lebeck, deutscher Fotograf
- 1929: Big Smokey Smothers, US-amerikanischer Bluessänger und -gitarrist
- 1930: Norbert Kohler, deutscher Ringer
- 1930: Otis Spann, US-amerikanischer Blues-Pianist
- 1931: Richard Ratsimandrava, madagassischer Staatspräsident
- 1932: Hans Georg Fuchs, österreichischer Politiker und Industrieller
- 1932: Walter Gilbert, US-amerikanischer Physiker und Biochemiker
- 1932: Hannes Gromball, deutscher Schauspieler und Synchronsprecher
- 1933: Addi Furler, deutscher Sportjournalist
- 1933: Karl-Eugen Rehfuess, deutscher Bodenkundler und Forstwissenschaftler
- 1933: Suehiro Tanemura, japanischer Germanist, Übersetzer und Literaturkritiker
- 1933: Fritz Wittmann, deutscher Politiker

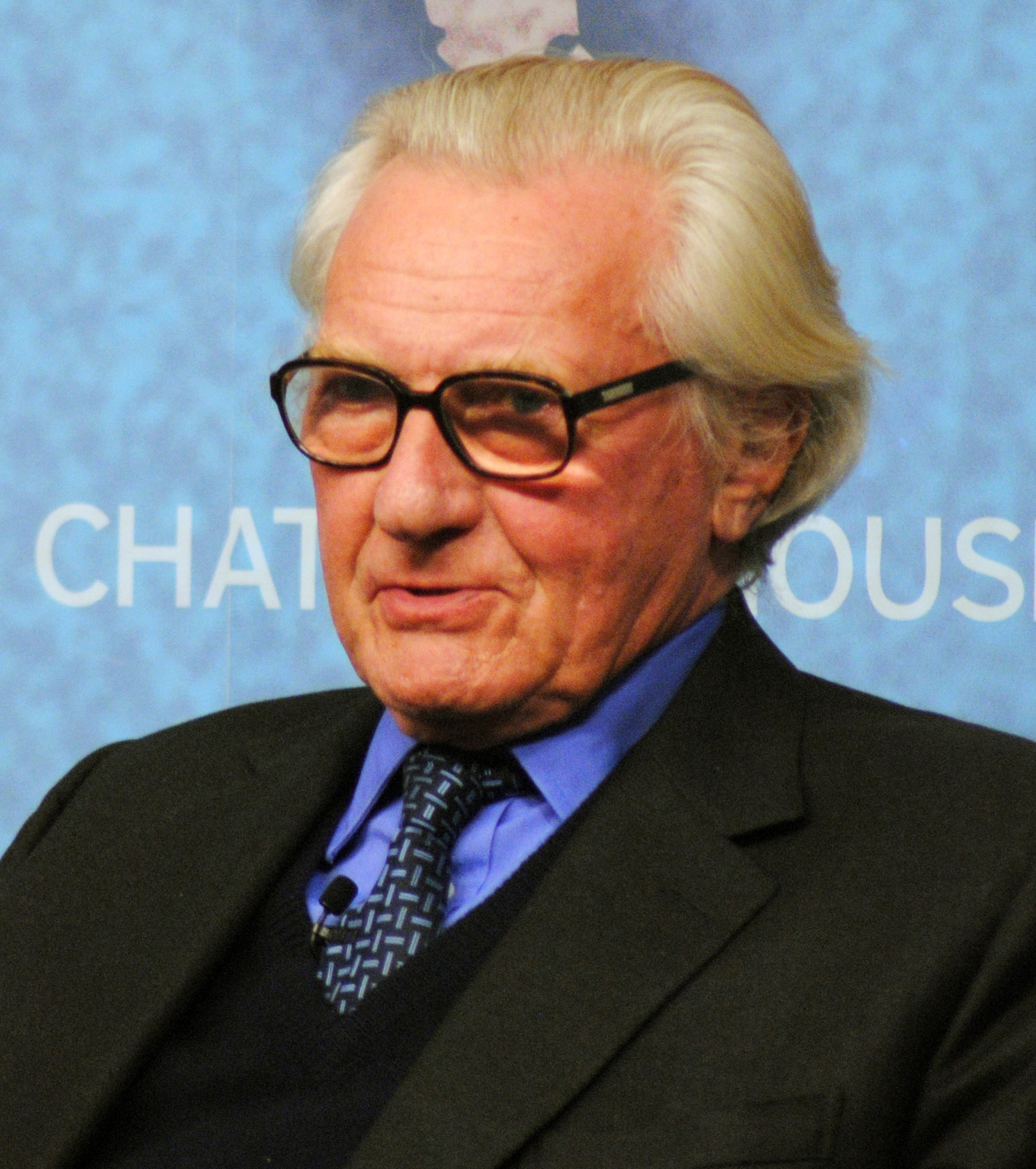
Michael Heseltine (* 1933)

- 1933: Michael Heseltine, britischer Minister
- 1934: Abolhassan Banisadr, iranischer Präsident
- 1935: Brian Clough, englischer Fußballspieler und -trainer
- 1935: Hubert Fichte, deutscher Schriftsteller
- 1935: Erich Kunzel, US-amerikanischer Dirigent
- 1935: Jürg Randegger, Schweizer Kabarettist und Fernsehmoderator
- 1935: Werner Theune, deutscher Richter am Bundesgerichtshof
- 1935: Fred Willamowski, deutscher Motorradrennfahrer
- 1936: Marek Stachowski, polnischer Komponist und Hochschullehrer
- 1936: Mike Westbrook, britischer Jazzmusiker
- 1937: Tom Flores, US-amerikanischer American-Football-Spieler und -Trainer
- 1937: Anton Pfeifer, deutscher Politiker
- 1937: Fred Akuffo, ghanaischer Staatschef
- 1937: Werner Quintens, belgischer Priester
- 1938: Karl Kraus, theoretischer Physiker
- 1938: Fritz Pleitgen, deutscher Journalist und Intendant
- 1938: Luigi Tenco, italienischer Sänger
- 1939: Herbert Amry, österreichischer Diplomat und Nahost-Experte
- 1939: Melitta Berg, deutsche Schlagersängerin
- 1939: Ronnie Haig, US-amerikanischer Rockabilly-Musiker
- 1940: Walter Andreas Angerer, deutscher Kunstmaler und Komponist

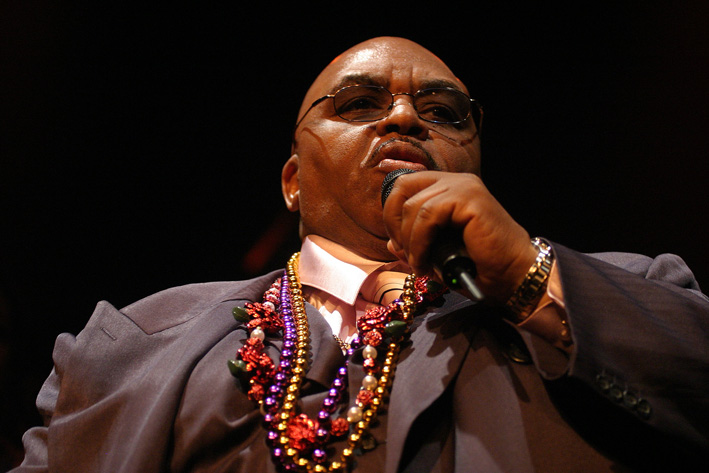
Solomon Burke (* 1940)

- 1940: Solomon Burke, US-amerikanischer Soul- und R&B-Sänger
- 1940: Paul Friedrichs, deutscher Motocross-Weltmeister und Endurosportler
- 1940: Herbert Joos, deutscher Jazzmusiker und Graphiker
- 1940: Gerd Kohlhepp, deutscher Wirtschaftsgeograph und Brasilienforscher
- 1940: Frumentia Maier, deutsche katholische Ordensschwester, Sozialpädagogin und Psychologin
- 1940: Wilhelm Kaiser-Lindemann, deutscher Komponist und Hornist
- 1941: Violeta Andrei, rumänische Schauspielerin
- 1941: Dirk Frimout, belgischer Astronaut
- 1941: Hubert Deittert, deutscher Politiker, MdB
- 1942: Françoise Dorléac, französische Schauspielerin
- 1942: Fradique de Menezes, Staatspräsident von São Tomé und Príncipe
- 1942: Iwan Schekow, bulgarisch-deutscher Komponist
- 1943: Luigi Agnolin, italienischer Fußballschiedsrichter
- 1943: Friedhelm Branz, deutscher Eishockeyspieler
- 1943: Amina Claudine Myers, US-amerikanische Jazzmusikerin
- 1943: Hartmut Haenchen, deutscher Dirigent
- 1944: Marie-Christine Barrault, französische Schauspielerin
- 1944: Charles Greene, US-amerikanischer Leichtathlet, Olympiasieger
- 1944: Cox Habbema, niederländische Schauspielerin und Theaterregisseurin
- 1944: Ulrich Keppler, deutscher Brigadegeneral
- 1944: David Lindley, US-amerikanischer Multiinstrumentalist und Sänger
- 1944: Jamary Oliveira, brasilianischer Komponist
- 1944: Heidemarie Schneider, deutsche Schauspielerin
- 1944: Wilhelm Josef Sebastian, deutscher Politiker, MdB
- 1944: Gila von Weitershausen, deutsche Schauspielerin
- 1945: Charles Greene, US-amerikanischer Leichtathlet
- 1946: Susan Baker, deutsche Tänzerin und Choreografin
- 1946: Timothy Dalton, britischer Schauspieler
- 1946: Ray Dorset, britischer Rockmusiker
- 1946: Zsolt Gárdonyi, ungarischer Komponist
- 1946: Wolfgang Günter Lerch, deutscher Journalist, Orientalist und Autor
- 1947: Michael Dibdin, britischer Krimi-Schriftsteller
- 1948: Pascale Cossart, französische Mikrobiologin
- 1948: Scott E. Fahlman, US-amerikanischer Professor für Computerwissenschaften
- 1949: Rolf-Dieter Amend, deutscher Kanute und Kanutrainer
- 1949: Horst Gläsker, deutscher Künstler
- 1949: Eddie Money, US-amerikanischer Rockmusiker

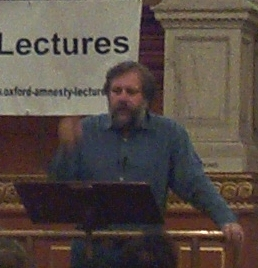
Slavoj Žižek (* 1949)

- 1949: Slavoj Žižek, slowenischer Psychoanalytiker und Philosoph

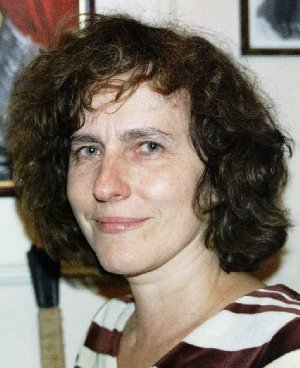
Jelena Firsowa (* 1950)

- 1950: Jelena Firsowa, russische Komponistin
- 1950: Elvira Grudzielski, deutsche Heimatforscherin
- 1950: Horst Hoffmann, deutscher Schriftsteller
- 1950: Roger Hodgson, britischer Musiker
- 1950: Tiger Okoshi, japanisch-US-amerikanischer Jazztrompeter
- 1950: Sergei Lawrow, russischer Diplomat, Außenminister

#### 1951–1975
- 1951: Hamid Skif, algerischer Schriftsteller und Journalist
- 1951: Abraham Desta, äthiopischer Bischof
- 1951: Roman Kalarus, polnischer Plakatkünstler, Grafiker, Cartoonist und Designer
- 1951: Nadeschda Tschernyschowa, sowjetische Ruderin
- 1952: John Fergus, US-amerikanischer Autorennfahrer
- 1952: Gabriella Wollenhaupt, deutsche Krimi-Schriftstellerin
- 1953: Christos Hatzis, kanadischer Komponist
- 1954: Mike Dunleavy, US-amerikanischer Basketballtrainer
- 1955: Bärbel Wöckel, deutsche Leichtathletin, Olympiasiegerin
- 1955: Haakon Graf, norwegischer Jazzpianist und -organist
- 1955: Bożena Nowakowska, polnische Hürdenläuferin
- 1956: Christina Baum, deutsche Zahnärztin und Politikerin
- 1956: Dick Beardsley, US-amerikanischer Marathonläufer
- 1956: Ingrid Kristiansen, norwegische Leichtathletin
- 1957: Haydn Gwynne, britische Schauspielerin
- 1957: Youssef Rzouga  tunesischer Dichter
- 1958: Willi Achten, deutscher Schriftsteller
- 1958: Gary Oldman, britischer Schauspieler

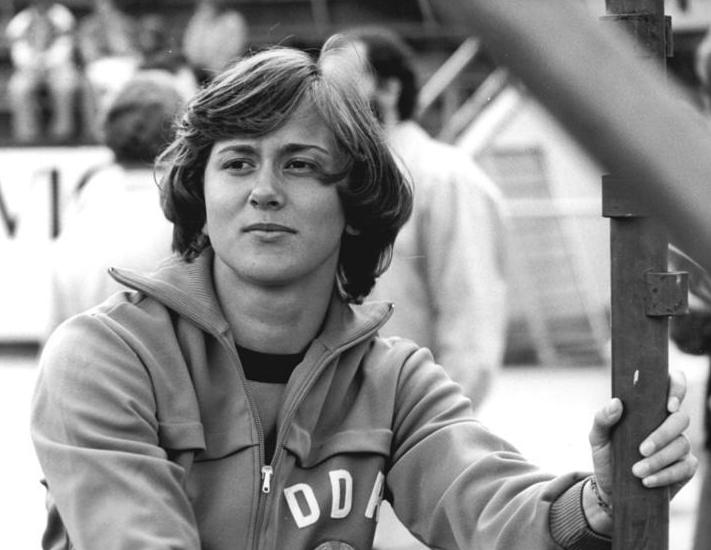
Marlies Göhr (* 1958)

- 1958: Marlies Göhr, deutsche Leichtathletin, Olympiasiegerin
- 1958: Michael Maier, österreichischer Journalist
- 1959: Jay Hilgenberg, US-amerikanischer American-Football-Spieler
- 1959: Nobuo Uematsu, japanischer Pianist und Komponist
- 1960: Patricia Görg, deutsche Schriftstellerin
- 1960: Ayrton Senna, brasilianischer Automobilrennfahrer
- 1961: Lothar Matthäus, deutscher Fußballspieler
- 1961: Kassie DePaiva, US-amerikanische Schauspielerin und Sängerin
- 1961: Hubert Kah, deutscher Musiker und Produzent
- 1962: Zackie Achmat, südafrikanischer Aktivist
- 1962: Matthew Broderick, US-amerikanischer Schauspieler
- 1962: Narumi Kakinouchi, japanische Mangaka
- 1962: Gilles Lalay, französischer Motorradrennfahrer

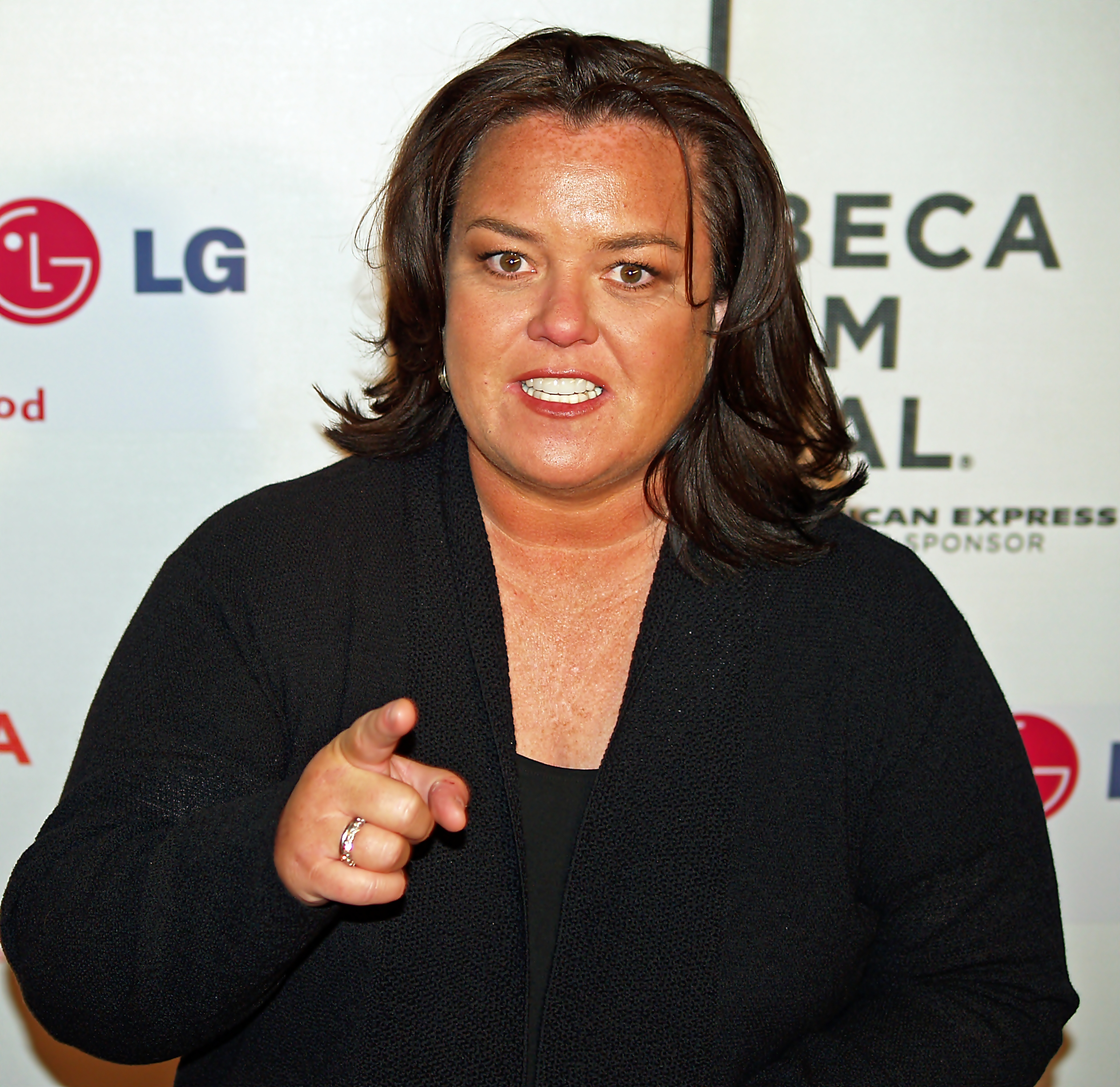
Rosie O’Donnell (* 1962)

- 1962: Rosie O’Donnell, US-amerikanische Schauspielerin und Moderatorin
- 1962: Andrea Maria Schenkel, deutsche Schriftstellerin
- 1963: Anna Adam, deutsche Malerin, Bühnenbildnerin, Diplompädagogin und Ausstellungsgestalterin
- 1963: Ronald Koeman, niederländischer Fußballspieler und -trainer
- 1963: Shawn Lane, US-amerikanischer Rock- und Fusion-Gitarrist
- 1964: Frank Baltrusch, deutscher Schwimmer
- 1964: Marleen Barth, niederländische Politikerin
- 1964: Andreas Braun, deutscher Politiker
- 1964: Magnus Brechtken, deutscher Historiker
- 1964: Kaori Ekuni, japanische Schriftstellerin
- 1964: Axel Klein, deutscher Chemiker und Hochschullehrer
- 1964: Lars Lunde, dänischer Fußballspieler und -trainer
- 1964: Ahmed Radhi, irakischer Fußballspieler und Politiker
- 1964: Gregor Karl Wenning, deutscher Neurologe
- 1965: Xavier Bertrand, französischer Politiker
- 1965: Roger Köppel, Schweizer Journalist und Politiker
- 1965: Steffen Krauß, deutscher Fußballspieler
- 1965: Oliver Rohrbeck, deutscher Synchronsprecher und Schauspieler
- 1966: Benito Archundia, mexikanischer Fußballschiedsrichter
- 1966: Kenny Bräck, schwedischer Automobilrennfahrer
- 1966: Hauke Fuhlbrügge, deutscher Leichtathlet
- 1966: Christoph Landolt, Schweizer Sprachwissenschaftler
- 1966: DJ Premier, US-amerikanischer Hip-Hop-DJ und Produzent
- 1967: Jonas Berggren, schwedischer Liedermacher
- 1968: Kathrin Anklam-Trapp, deutsche Politikerin
- 1968: Dalian Atkinson, englischer Fußballspieler
- 1968: Vincent Courtois, französischer Jazzcellist
- 1968: Jaye Davidson, britischer Schauspieler und Model
- 1968: Günter Vallaster, österreichischer Schriftsteller
- 1969: Ali Daei, iranischer Fußballspieler
- 1969: Michael Weiner, deutscher Fußballschiedsrichter
- 1970: Al’Dino, bosnischer Musiker
- 1970: Roman Kilchsperger, Schweizer Radio- und Fernsehmoderator
- 1970: Anke Lutz, deutsche Schachspielerin
- 1971: Dirk von Lowtzow, deutscher Musiker und Texter
- 1971: Wanja Lindner, deutscher Einer-Kunstradfahrer und Kunstradfahr-Trainer

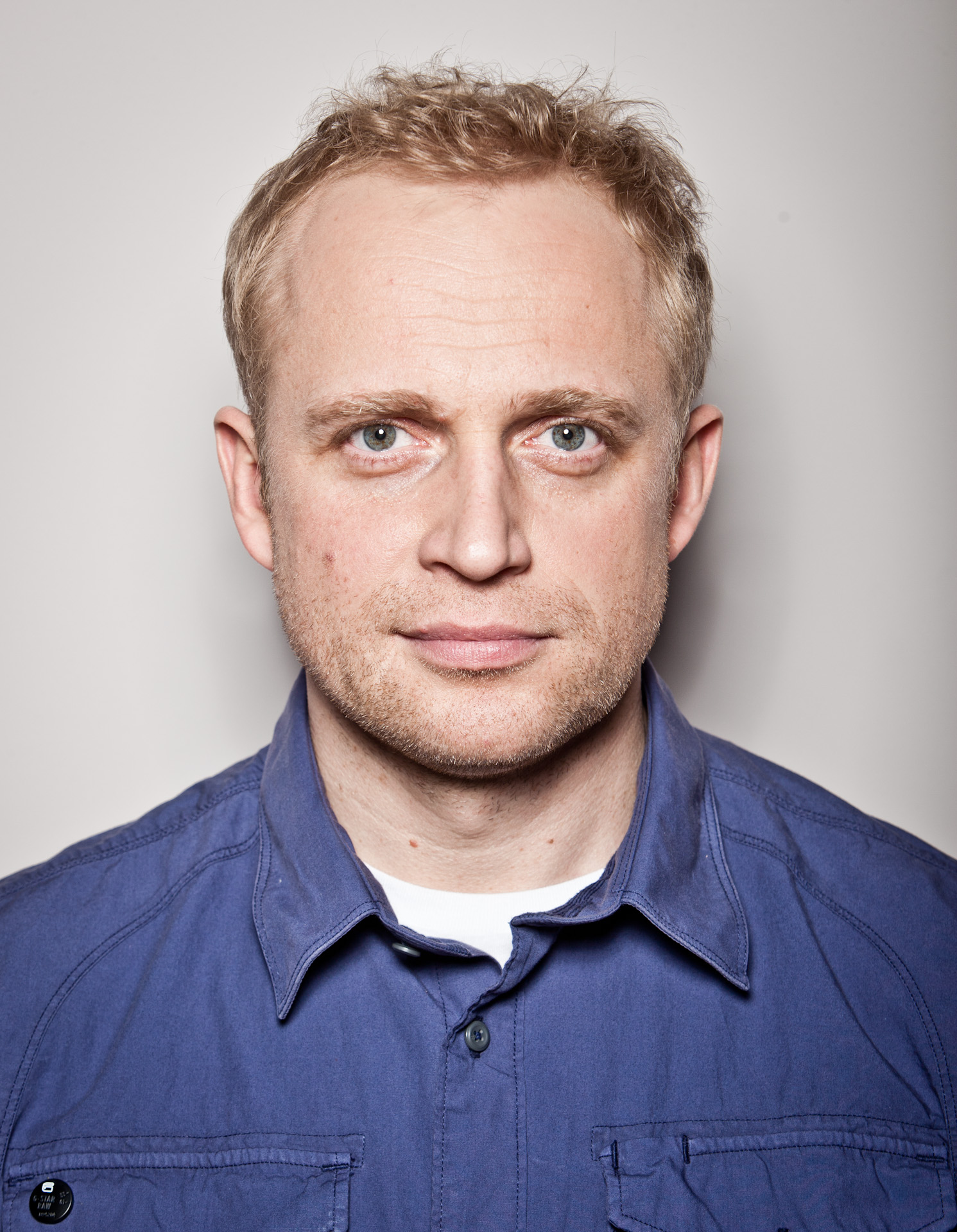
Piotr Adamczyk (* 1972)

- 1972: Piotr Adamczyk, polnischer Schauspieler und Synchronsprecher
- 1972: Chris Candido, US-amerikanischer Wrestler
- 1972: Francesco Lollobrigida, italienischer Anwalt und Politiker
- 1972: Large Professor, US-amerikanischer Produzent
- 1972: Derartu Tulu, äthiopische Leichtathletin
- 1973: Vanessa Branch, US-amerikanisch-britische Schauspielerin und Fotomodel
- 1973: Christian Nerlinger, deutscher Fußballspieler
- 1974: Laura Allen, US-amerikanische Schauspielerin
- 1974: Anne-Sophie Briest, deutsche Schauspielerin
- 1974: Chiquinho, deutsch-brasilianischer Fußballspieler
- 1974: Søren Hansen, dänischer Golfspieler
- 1974: Klaus Lederer, deutscher Politiker
- 1974: Regina Schleicher, deutsche Radsportlerin
- 1975ː Maryam Hosseinian, iranische Schriftstellerin
- 1975: Dennis Wilms, deutscher Fernsehmoderator
- 1975: Mark J. Williams, britischer Snookerspieler

#### 1976–2000
- 1976: Claudia Heber, deutsche Politikerin
- 1978: Kevin Federline, US-amerikanischer Tänzer und Schauspieler
- 1978: Rani Mukerji, indische Schauspielerin und Fotomodell
- 1978: Alena Šeredová, tschechisches Fotomodell
- 1979: Daniel Arnefjord, schwedischer Fußballspieler
- 1980: Kennevic Asuncion, philippinischer Badmintonspieler
- 1980: Eric Baumann, deutscher Radrennfahrer
- 1980: Marit Bjørgen, norwegische Skilangläuferin
- 1980: Andrei Grigorjewitsch Kaschetschkin, kasachischer Radsportler
- 1980: Niklas Kohrt, deutscher Schauspieler und Sprecher

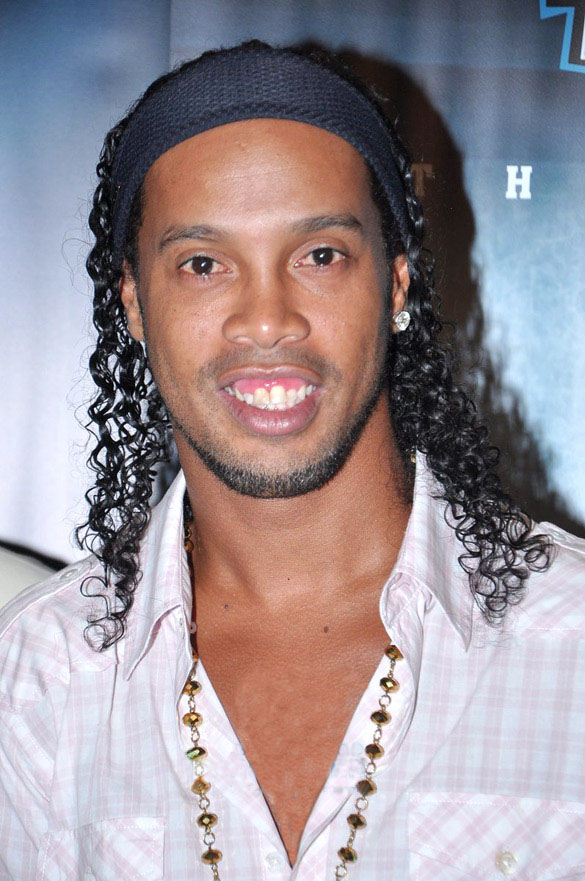
Ronaldinho (* 1980)

- 1980: Ronaldinho, brasilianischer Fußballspieler
- 1980: Bamuza Sono, südafrikanischer Fußballspieler
- 1982: Ejegayehu Dibaba, äthiopische Langstreckenläuferin, Olympiamedaillengewinnerin
- 1982: Colin Turkington, britischer Rennfahrer
- 1982: Anthar Yahia, algerisch-französischer Fußballspieler
- 1985: Vic Anselmo, lettische Sängerin und Songschreiberin
- 1985: Chris Hogg, englischer Fußballspieler
- 1985: Ville Hostikka, finnischer Eishockeyspieler
- 1986: Sascha Ahnsehl, deutscher Basketballspieler
- 1986: Giulia Arcioni, italienische Sprinterin
- 1986: Alina Merkau, deutsche Moderation und Schauspielerin
- 1986: Franz Schiemer, österreichischer Fußballer
- 1987: Odine Johne, deutsche Schauspielerin
- 1987: Alina Wojtas, polnische Handballspielerin

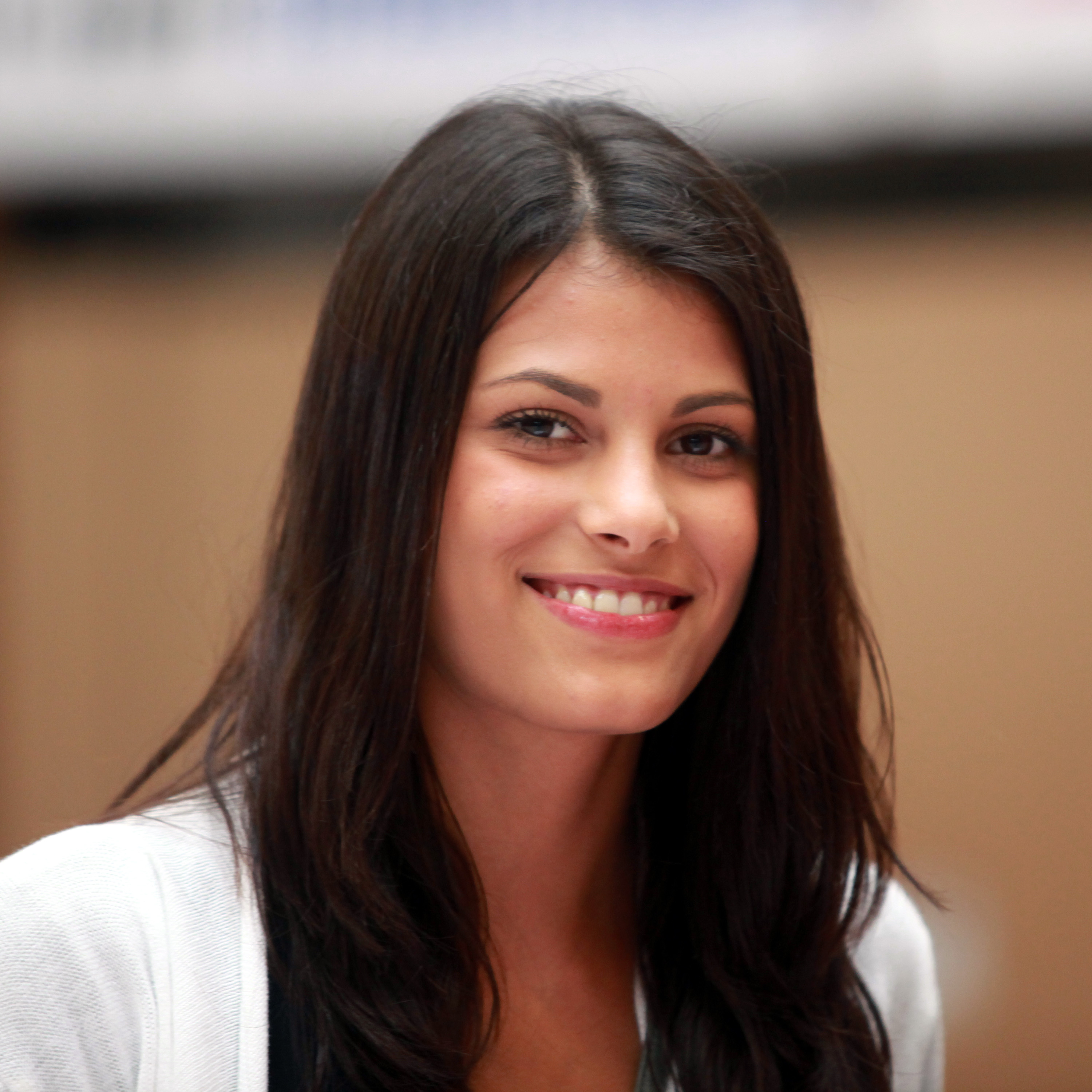
Alisar Ailabouni (* 1989)

- 1989: Alisar Ailabouni, österreichisches Model
- 1989: Nicolás Lodeiro, uruguayischer Fußballspieler
- 1989: Jordi Alba, spanischer Fußballspieler
- 1989: Luke Mockridge, deutscher Autor und Comedian
- 1990: Mandy Capristo, deutsches Model und Popsängerin (Monrose)
- 1990: Raimond Scheirich, deutscher Politiker
- 1991: Farzad Ataee, afghanischer Fußballspieler
- 1991: Antoine Griezmann, französischer Fußballspieler
- 1992: Karolina Pliskova, tschechische Tennisspielerin
- 1992: Kristyna Pliskova, tschechische Tennisspielerin
- 1993: Jake Bidwell, englischer Fußballspieler
- 1993: Daniele Neuhaus Turnes, brasilianische Fußballspielerin
- 1994: Manuel Steitz, deutscher Schauspieler
- 1995: Helen Barke, deutsche Schauspielerin
- 1995: Sebastian Joseph-Day, US-amerikanischer American-Football-Spieler
- 1997: Henrique Chaves, portugiesischer Autorennfahrer
- 1997: Martina Stoessel, argentinische Sängerin und Schauspielerin
- 1998: Ralf Aron, estnischer Automobilrennfahrer
- 2000: Jace Norman, US-amerikanischer Schauspieler
- 2000: Anda Upīte, lettische Rennrodlerin

### 21. Jahrhundert
- 2003: Daniel Skerl, italienischer Radrennfahrer
- 2008: Helen Kevric, deutsche Turnerin

## Gestorben

### Vor dem 18. Jahrhundert

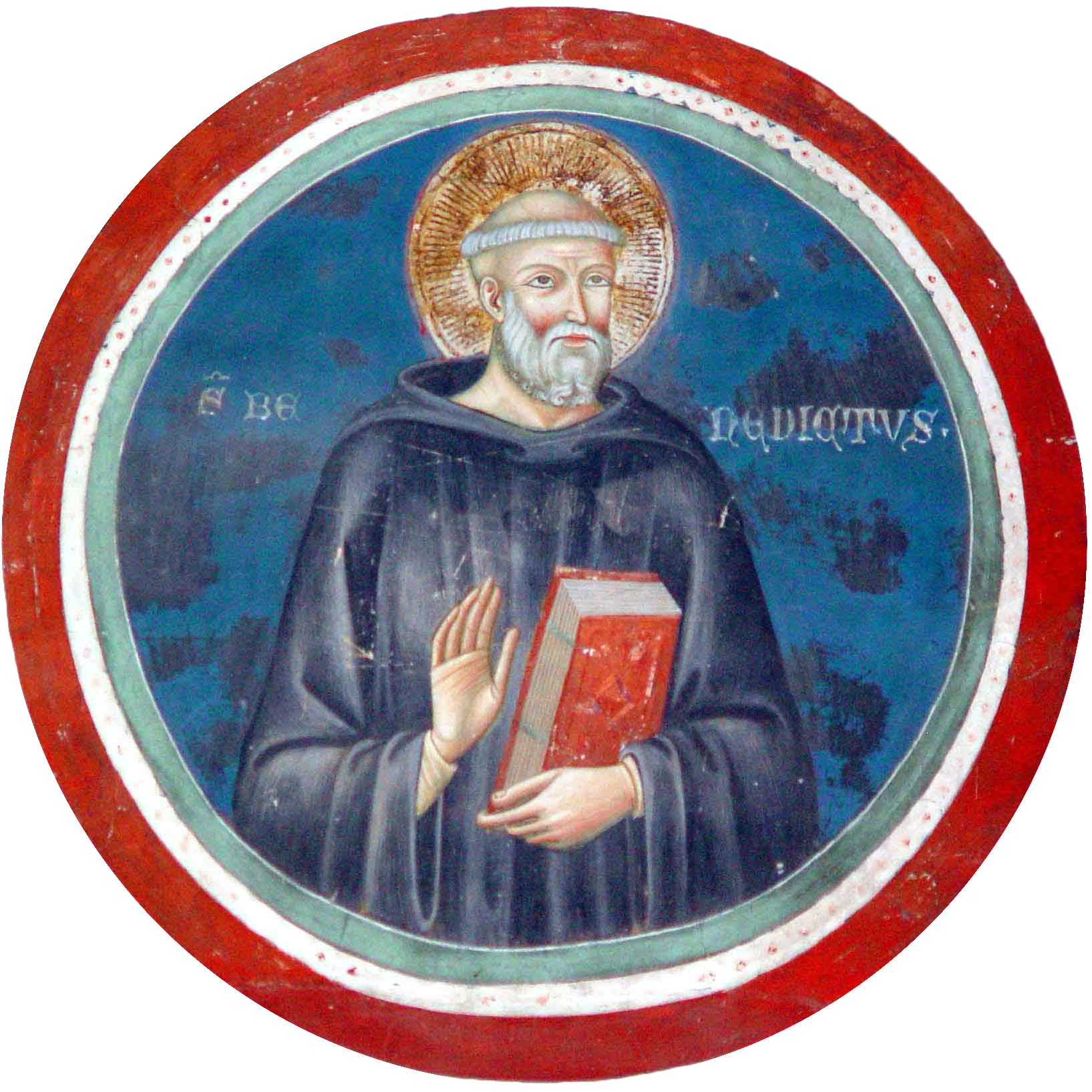
Benedikt von Nursia († 547)

- 0547: Benedikt von Nursia, italienischer Mönch, Begründer des benediktinischen Mönchtums
- 0624: ʿAsmāʾ bint Marwān, jüdische Dichterin
- 0850: Nimmyō, 54. Kaiser von Japan
- 0867: Ælle, König von Northumbria
- 0867: Osberht, König von Northumbria
- 0933: Fujiwara no Kanesuke, japanischer Waka-Dichter und Aristokrat
- 1063: Richeza, Königin von Polen
- 1076: Robert I., Herzog von Burgund
- 1145: Johannes von Valence, französischer Zisterzienser, lebte im Kloster des heiligen Bernhards in Clairvaux
- 1167: Berthold II. von Bogen, Graf von Bogen
- 1201: Absalon von Lund, dänischer Kirchen-, Kloster- und Städtegründer, Heiliger, Erzbischof von Lund
- 1301: Guillaume de Champvent, Bischof von Lausanne
- 1306: Robert II., Herzog von Burgund

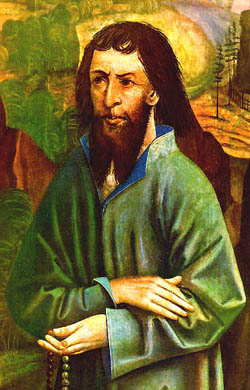
Bruder Klaus († 1487)

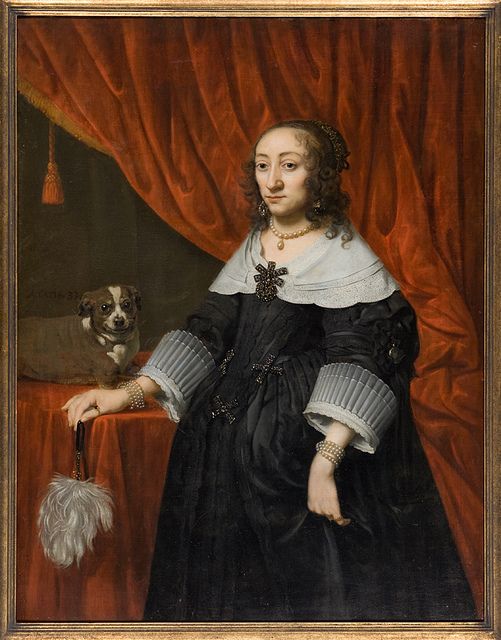
Katharina Charlotte von Pfalz-Zweibrücken († 1651)

- 1320: Werner von Homberg, Minnesänger, Ritter und Kriegshauptmann
- 1324: Leo von Erteneburg, Domherr zu Hamburg, zu Lübeck und zu Schwerin
- 1349: Elisabeth von Sizilien, Herzogin von Bayern
- 1361: Elisabeth von Kleve, Äbtissin des Klosters Clarenberg
- 1372: Rudolf VI., Markgraf von Baden
- 1380: Heinrich von Spiegel zum Desenberg, Fürstbischof von Paderborn und Fürstabt von Corvey
- 1399: Eberhard von Attendorn, Bischof von Lübeck
- 1407: Philipp VIII. von Falkenstein, hessischer Adeliger
- 1487: Bruder Klaus, Schweizer Einsiedler, Asket und Mystiker
- 1487: Bernhard von Rohr, Erzbischof von Salzburg
- 1506: Hans Haunold, schlesischer Großhändler, Ratsherr von Breslau und Landeshauptmann des böhmischen Erbfürstentums Breslau
- 1556: Thomas Cranmer, englischer Geistlicher, Erzbischof von Canterbury, Märtyrer der anglikanischen Kirche
- 1565: Helena Freseken, von 1534 bis 1565 Äbtissin des Konvents des 1527 aufgehobenen Frauenstiftes Kaufungen
- 1571: Hans Asper, Schweizer Maler
- 1604: Philipp von Rodenstein, Bischof von Worms
- 1605: Johann Bökel, niederländischer Mediziner
- 1617: Pocahontas, Angehörige der Virginia-Algonkin, Vermittlerin zwischen Indianern und englischen Kolonisten
- 1626: Wolfgang Schaller, deutscher Mediziner
- 1632: Heinrich Wilhelm von Solms-Laubach, General im Dreißigjährigen Krieg
- 1649: Johann Camman, deutscher Jurist, Syndikus der Stadt Braunschweig und Büchersammler
- 1651: Katharina Charlotte von Pfalz-Zweibrücken, Pfalzgräfin von Neuburg und Herzogin von Jülich-Berg
- 1654: Jean-François de Gondi, Erzbischof von Paris
- 1656: James Ussher, irischer anglikanischer Theologe
- 1675: Caspar Dietrich von Fürstenberg, Kanoniker, Kavallerieobrist, Alchimist und Künstler
- 1677: Ángel de Peredo, spanischer Offizier und Richter, Gouverneur von Chile

### 18. Jahrhundert
- 1715: Johann Baptist von Arco, Diplomat und Generalfeldmarschall in bayerischen Diensten
- 1719: Jean-Baptiste Alexandre Le Blond, französisch-russischer Architekt und Gartenarchitekt
- 1720: Bernhard von Zech, Minister und Schriftsteller am sächsischen Hof in Dresden
- 1729: John Law, schottischer Nationalökonom
- 1739: Johann Ernst Bach, deutscher Organist
- 1743: Philipp Karl von Eltz-Kempenich, Kurfürst und Erzbischof von Mainz
- 1747: Gabriel de Gabrieli, Schweizer fürstbischöflich Eichstättischer Hofbaudirektor
- 1751: Johann Friedrich von Borries, kurhannoverischer Kanzleidirektor und Justizrat
- 1751: Johann Heinrich Zedler, Leipziger Buchhändler und Verleger
- 1753: Franz Ernst Brückmann, deutscher Mediziner und Naturforscher
- 1755: William Bull, britischer Kolonialverwalter, Gouverneur der Province of South Carolina
- 1759: Ernst Joachim Westphal, deutscher Verwaltungsjurist und Politiker
- 1762: Nicolas-Louis de Lacaille, französischer Astronom
- 1766: Hierotheus Confluentinus, katholischer Priester aus dem Fürstbistum Trier, Kapuziner, geistlicher Schriftsteller und Chronist
- 1772: Jacques-Nicolas Bellin, französischer Kartograf
- 1791: Carl Ignaz Geiger, deutscher Jurist, Schriftsteller und Radikalaufklärer
- 1791: Friedrich Bogislav von Tauentzien, preußischer General
- 1795: Giovanni Arduino, italienischer Geologe
- 1795: Honoré III., Fürst von Monaco
- 1795: Christoph Kaufmann, Schweizer Mediziner, Philosoph und Autor, einer der Genieapostel
- 1798: Albert Philipp Frick, deutscher Jurist und Hochschullehrer
- 1800: William Blount, US-amerikanischer Politiker, Mitglied des Kontinentalkongresses, Gouverneur des Südwest-Territoriums, Senator

### 19. Jahrhundert
- 1801: Andrea Lucchesi, italienischer Organist und Komponist
- 1804: Louis Antoine Henri de Condé, Herzog von Enghien
- 1805: Jean-Baptiste Greuze, französischer Maler
- 1808: Johann Michael Afsprung, badischer Lehrer und Publizist

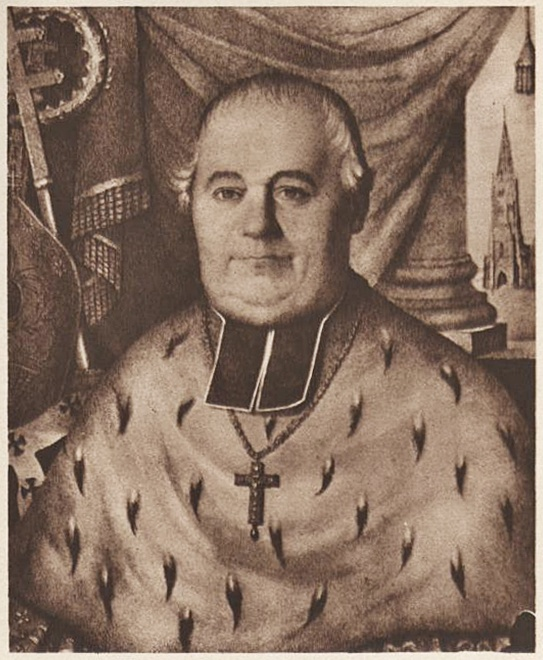
Ignaz Anton Demeter († 1842)

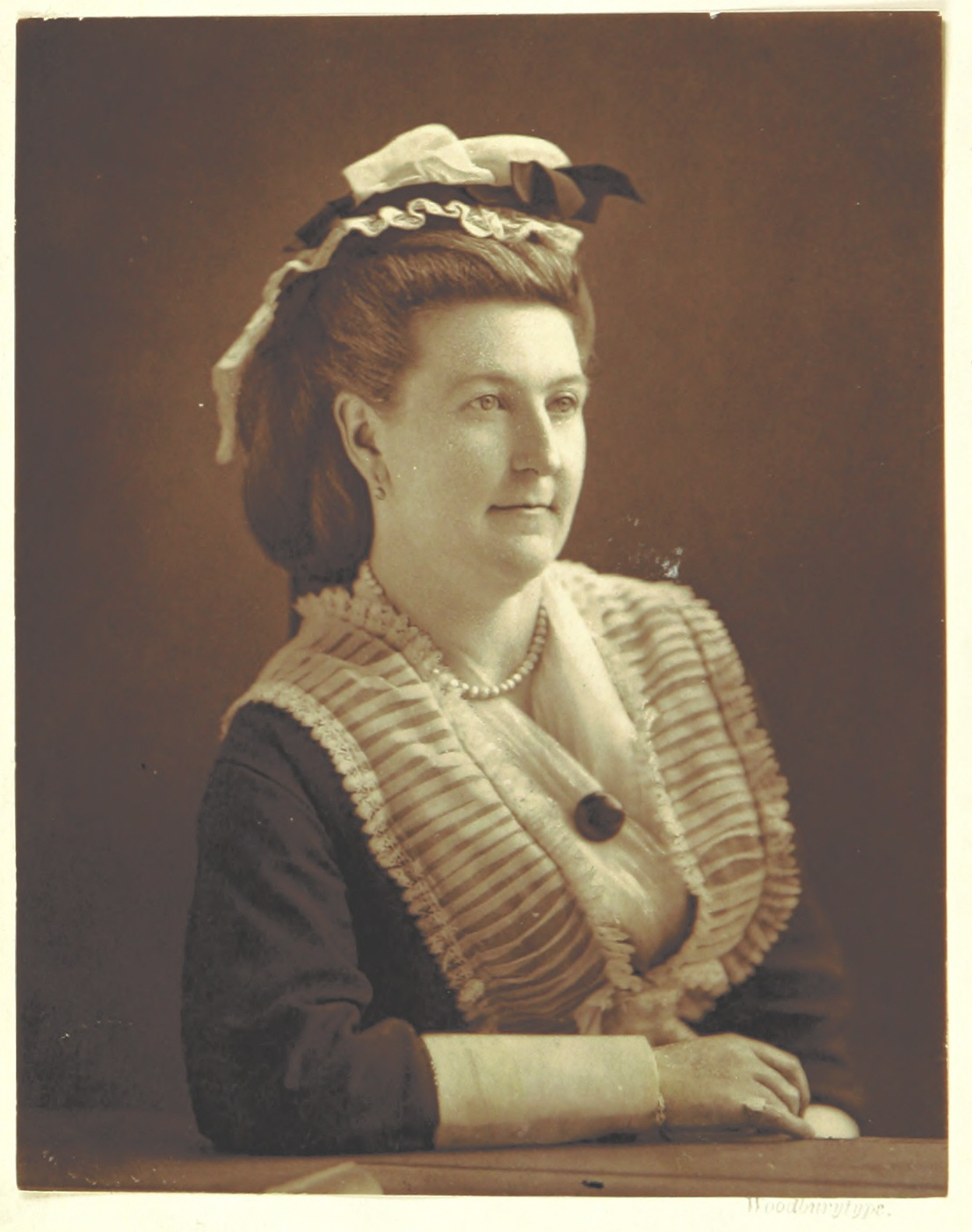
Isabel Burton († 1896)

- 1809: Giuseppe Aglio, italienischer Kunsthistoriker
- 1820: Carl von Isenburg-Birstein, Fürst zu Isenburg und Büdingen
- 1822: Pierre Picot, Schweizer evangelischer Geistlicher und Hochschullehrer
- 1828ː Sophie Sander, deutsche Salonnière
- 1829: Theodor Christoph Grotrian, deutscher evangelischer Geistlicher, Pädagoge und Verleger
- 1829: Johannes Walch, deutscher evangelischer Geistlicher und Pädagoge
- 1830: Johann Rudolf Wyss, Schweizer Autor
- 1831: José Tomás Ovalle, Präsident von Chile
- 1842: Ignaz Anton Demeter, Erzbischof von Freiburg
- 1843: Robert Southey, englischer Geschichtsschreiber und Dichter
- 1851: Louis Chollet, französischer Organist und Komponist
- 1857: William Scoresby, britischer Seefahrer und Forscher
- 1857: Abraham Jacob van der Aa niederländischer Lexikograph und Literat
- 1862: Alfred I. zu Windisch-Graetz, österreichischer Adeliger und Feldmarschall
- 1864: Karl Benedikt Hase, deutscher Altphilologe und Bibliothekar
- 1866: Giovanni Gentiluomo, österreichischer akademischer Maler, Opernsänger und Gesangslehrer
- 1872: Gustaf Andersson, schwedischer Orgelbauer und Musiker
- 1875: Virginie Ancelot, französische Schriftstellerin und Malerin
- 1880: Elias David Sassoon, britisch-chinesischer Kaufmann, Philanthrop und Opiumhändler
- 1884: Ezra Abbot, US-amerikanischer Theologe, Bibelkritiker und Hochschullehrer
- 1891: Joseph E. Johnston, US-amerikanischer General
- 1892: Annibale De Gasparis, italienischer Astronom
- 1894: Jakob Rosenhain, deutsch-jüdischer Pianist und Komponist
- 1896: Isabel Burton, britische Reiseschriftstellerin

### 20. Jahrhundert

#### 1901–1950
- 1902: Wilhelm Ihne, deutscher Altphilologe und Althistoriker
- 1903: Charles Labelle, kanadischer Komponist, Chorleiter, Dirigent und Musikpädagoge
- 1903: Franz Innozenz Nachbaur, deutscher Hofkammersänger
- 1903: Johann Gustav Schweikert, deutscher Mediziner und Homöopath
- 1905: Heinrich Bohner, deutscher evangelischer Missionar
- 1906: Carl Heinrich von Siemens, deutscher Industrieller
- 1909: Rudolf von Gottschall, deutscher Schriftsteller und Literaturkritiker

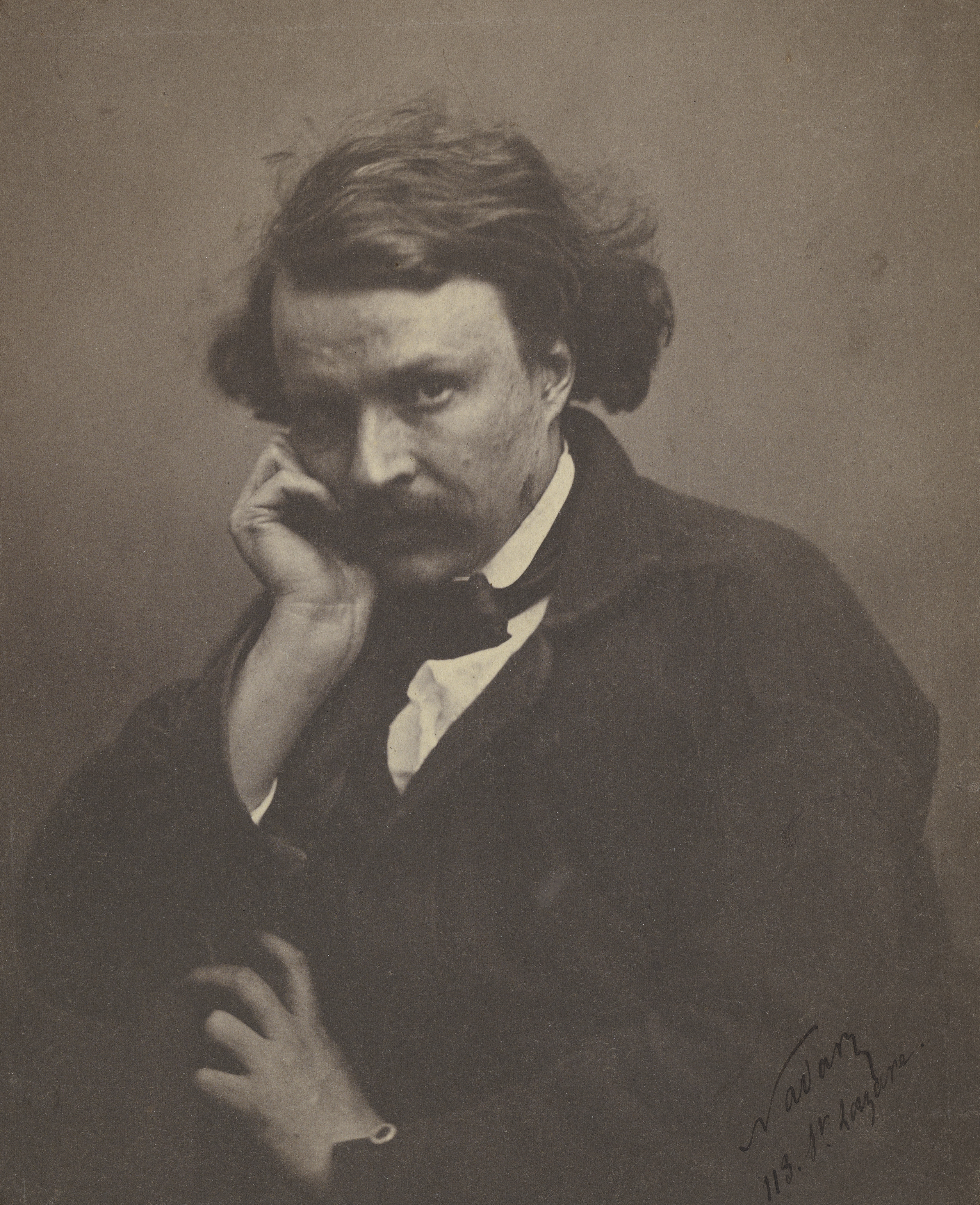
Nadar († 1910)

- 1910: Nadar, französischer Fotograf
- 1910: Johannes Schilling, deutscher Bildhauer
- 1911: Saturnin Arloing, französischer Tierarzt, Infektiologe und Professor für Anatomie und Physiologie
- 1913: Manuel Bonilla, General und Präsident von Honduras
- 1915: Frederick Winslow Taylor, US-amerikanischer Ingenieur
- 1915: Ambrosius Hubrecht, niederländischer Zoologe
- 1919: Otto Schrader, deutscher Indogermanist
- 1921: Joseph Müller, Weihbischof in Köln
- 1921: Georg Schläger, deutscher Lehrer und Volksliedforscher
- 1924ː Sophia Goudstikker, Fotografin, Frauenrechtlerin
- 1929: Josef Stump, Schweizer Volksmusiker
- 1931: Ernesto Consolo, italienischer Pianist, Musikpädagoge und Komponist
- 1932: Georg Dehio, deutscher Kunsthistoriker
- 1934: Otto Baumgarten, deutscher evangelischer Theologe
- 1934: Franz Schreker, österreichischer Komponist
- 1934: Ludwig Troske, deutscher Ingenieur und Professor
- 1935: Marie Müller, österreichische Malerin
- 1935: Wilhelm Niemann, deutscher Navigationsoffizier der DO-X

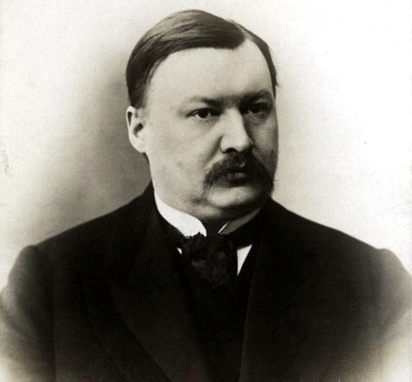
Alexander Glasunow († 1936)

- 1936: Alexander Konstantinowitsch Glasunow, russischer Komponist
- 1938: Omer Letorey, französischer Komponist und Organist
- 1938: Ernst Epstein, österreichischer Architekt
- 1939: Evald Aav, estnischer Sänger, Komponist und Chorleiter
- 1939: Konrad Rieger, deutscher Psychiater, Klinikdirektor, Hochschullehrer und Psychiatriehistoriker
- 1940: Felice Nazzaro, italienischer Rennfahrer
- 1942: Jindřich Štyrský, tschechischer Maler, Photograph, Grafiker, Dichter, Vertreter des Surrealismus und Kunsttheoretiker
- 1943: Michelangelo Bernasconi, italienischer Ruderer
- 1944: Pierre de Caters, belgischer Automobil- und Motorbootrennfahrer sowie Flugpionier und Unternehmer
- 1945: Arthur Nebe, deutscher Chef des Reichskriminalpolizeiamtes, beteiligt am Attentat auf Hitler am 20. Juli 1944
- 1949: Erwin Lendvai, ungarischer Komponist

#### 1951–2000
- 1952: Peter Petersen, deutscher Reformpädagoge
- 1955: Wilhelm Auler, deutscher Wirtschaftswissenschaftler
- 1958: Gottfried Kölwel, deutscher Lyriker, Dramatiker und Erzähler
- 1959: Heinrich Leuchtgens, deutscher Lehrer und Politiker, MdL, MdB
- 1960: Charles Ballossier, französischer Turner
- 1960: Hermann Burte, deutscher Maler und Schriftsteller
- 1961: Morgan Foster Larson, US-amerikanischer Politiker
- 1963: Newton Arvin, US-amerikanischer Literaturwissenschaftler
- 1963: Josef Gauchel, deutscher Fußballspieler
- 1963: Heinrich-Wilhelm Ruhnke, deutscher Politiker
- 1966: Lauri Ikonen, finnischer Komponist
- 1968: Gerhart Eisler, deutscher Journalist und Politiker
- 1968: Erwin Linder, deutscher Schauspieler
- 1969: Gustav Fuchs, deutscher Politiker
- 1970: Marlen Haushofer, österreichische Schriftstellerin
- 1973: Antoni Szałowski, polnisch-französischer Komponist
- 1975: Kurt Gillmann, deutscher Harfenist und Komponist
- 1976ː Helene Thalmann-Antenen, Schweizer Juristin, Publizistin und Frauenrechtlerin
- 1980: Angelo „The Gentle Don“ Bruno, italienisch-amerikanischer Mobster der amerikanischen Cosa Nostra
- 1980: Hans Dichgans, deutscher Politiker, MdB
- 1982: Friedrich Steffens, deutscher Politiker
- 1983: Thomas Ashton, 2. Baron Ashton of Hyde, britischer Peer und Politiker
- 1983: Maurice Franck, französischer Komponist und Musikpädagoge
- 1985: Oldřich Halma, tschechischer Chordirigent und Komponist

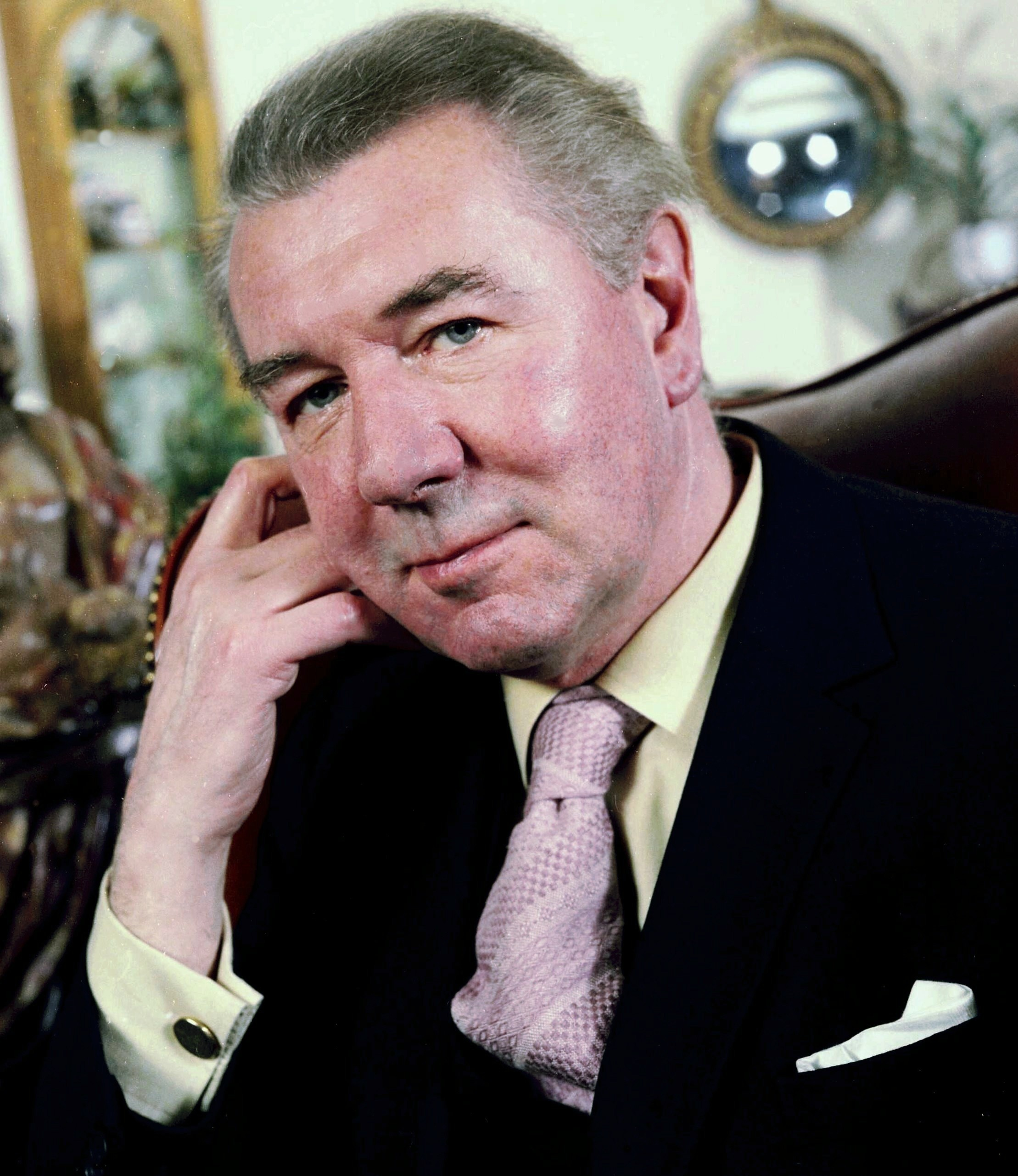
Michael Redgrave († 1985)

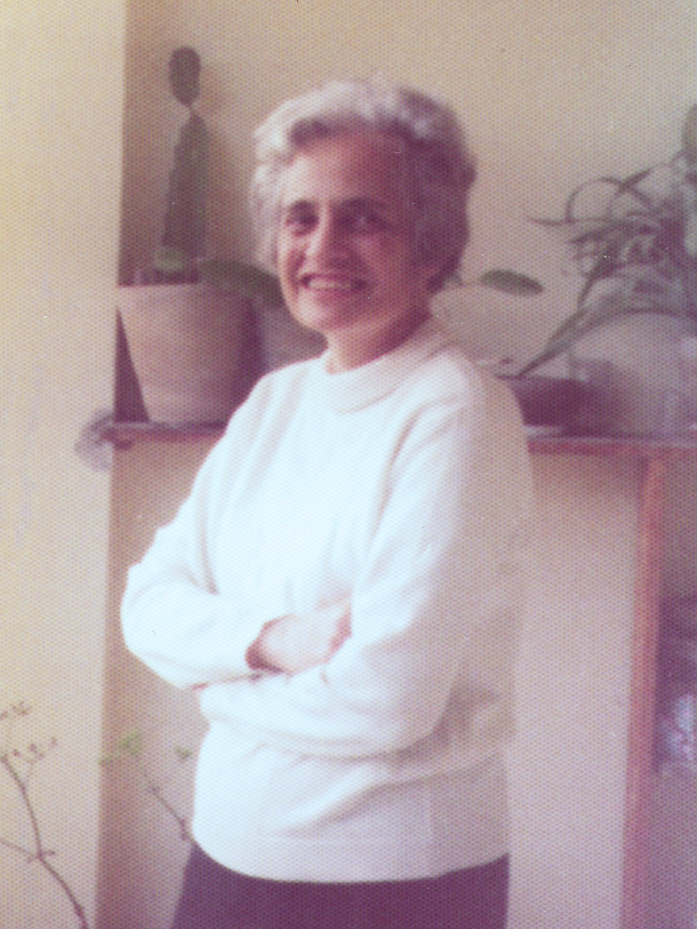
Rose Peltesohn († 1998)

- 1985: Michael Redgrave, britischer Schauspieler
- 1986: Medardo Lamberti, italienischer Ruderer
- 1987: Robert Preston, US-amerikanischer Schauspieler
- 1987: Ollie Sansen, US-amerikanischer American-Football-Spieler
- 1988: Hans Fronius, österreichischer Maler und Graphiker
- 1988: Sigfrit Steiner, Schweizer Schauspieler und Regisseur
- 1989: Cesare Musatti, italienischer Psychologe
- 1991: Leo Fender, US-amerikanischer Unternehmer und Instrumentenbauer
- 1991: Wilhelm Zobl, österreichischer Komponist, Musikwissenschaftler und Übersetzer
- 1992: René König, deutscher Soziologe
- 1993: Sebastiano Baggio, italienischer Geistlicher, vatikanischer Diplomat, Kurienkardinal
- 1995: Bernard Martin, Schweizer evangelischer Geistlicher
- 1995: Robert Urquhart, britischer Schauspieler
- 1996: Phyllis Holtby, kanadische Pianistin, Cembalistin und Musikpädagogin
- 1996: Inés Puyó, chilenische Malerin
- 1998: Milton Cruz, dominikanischer Pianist
- 1998ː Rose Peltesohn, israelische Mathematikerin
- 1998: Galina Sergejewna Ulanowa, russische Primaballerina
- 1999: Mary Ainsworth, US-amerikanische Entwicklungspsychologin
- 2000: Wolfgang Greß, deutscher Wirtschaftsfunktionär der DDR

### 21. Jahrhundert
- 2001: Barbara Cramer-Nauhaus, deutsche Anglistin und Übersetzerin
- 2002: Eugene G. Rochow, US-amerikanischer Chemiker
- 2003: Wolfgang Kartte, deutscher Volkswirtschaftler
- 2004: Johnny Bristol, US-amerikanischer Sänger, Produzent und Songschreiber
- 2004: Mirwais Sadik, afghanischer Politiker
- 2004: Hermann-Josef Weidinger, österreichischer Kräuterpfarrer
- 2005: Bobby Short, US-amerikanischer Sänger und Pianist
- 2006: Bernard Lacoste, französischer Modeschöpfer und Unternehmer
- 2007: Josef Amadori, deutscher Fußballspieler
- 2008: Gadschi Achmedowitsch Abaschilow, russischer Journalist und Politiker
- 2008: John Nicolas Coldstream, britischer Klassischer Archäologe
- 2008: Klaus Dinger, deutscher Schlagzeuger und Gitarrist (Kraftwerk, Neu! und La Düsseldorf)
- 2008: Raymond Leblanc, belgischer Verleger und Filmproduzent
- 2008: Paulin Kouabénan N’Gnamé, ivorischer Bischof
- 2008: Waltrude Schleyer, Ehefrau von Hanns Martin Schleyer
- 2009: Thierry Aubin, französischer Mathematiker
- 2009: Giuseppe Bonaviri, italienischer Schriftsteller
- 2010: Wolfgang Wagner, deutscher Opernregisseur und Festspielleiter
- 2011: Nikolai Jefimowitsch Andrianow, sowjetischer Kunstturner
- 2011: Hans J. Bär, Schweizer Bankier
- 2011: Alexander von Branca, deutscher Architekt und Künstler
- 2011: Loleatta Holloway, US-amerikanische Disco-Sängerin
- 2011: Hansl Krönauer, deutscher Komponist und Sänger
- 2011: Ladislav Novák, tschechoslowakischer Fußballspieler und -trainer

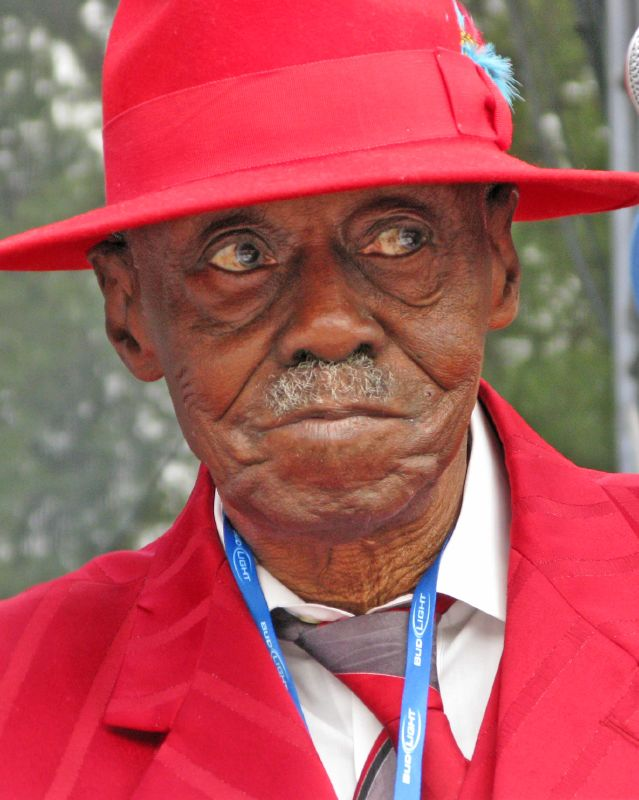
Pinetop Perkins († 2011)

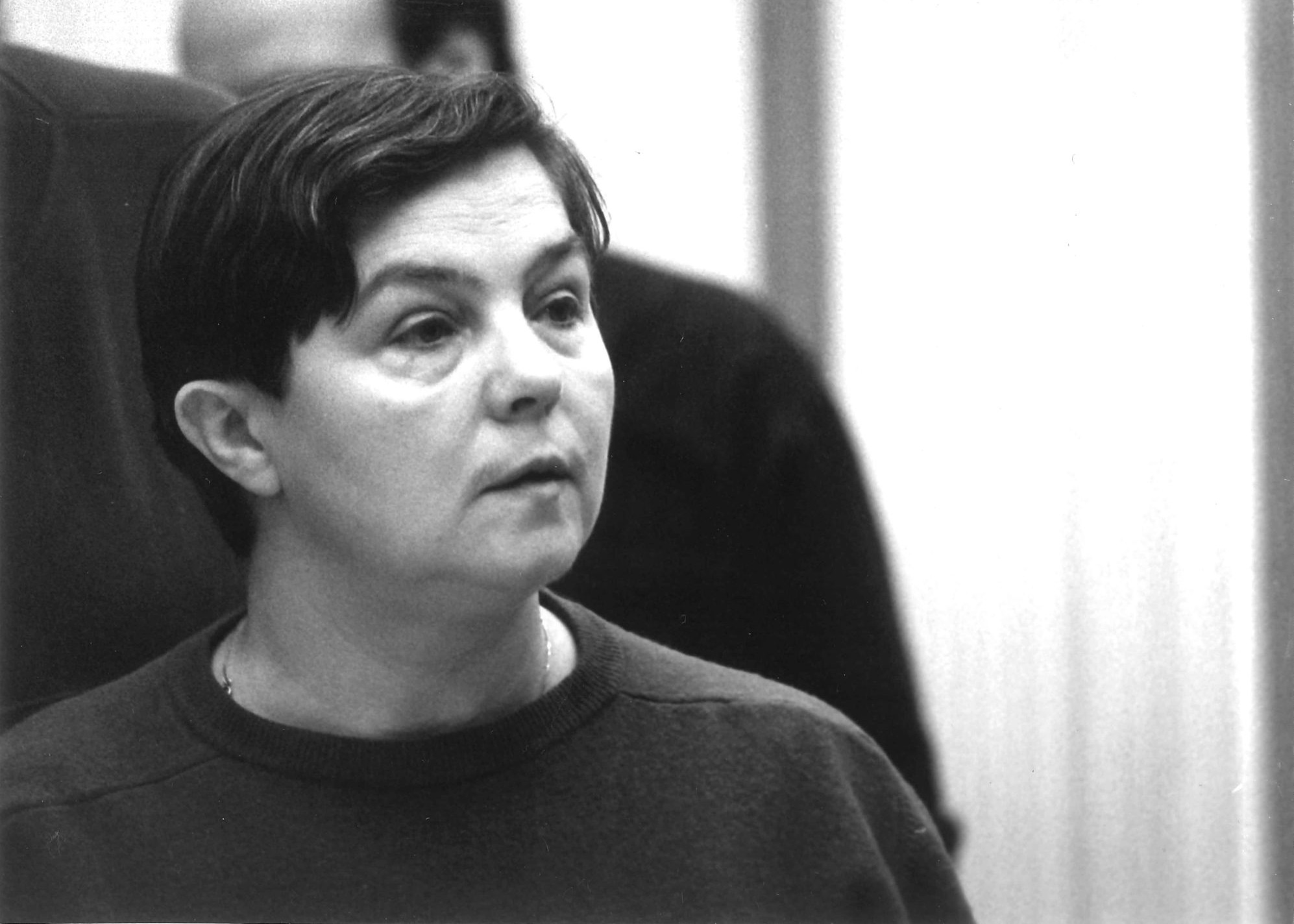
Bärbel Bolle († 2015)

- 2011: Pinetop Perkins, US-amerikanischer Blues-Musiker
- 2012: Tonino Guerra, italienischer Lyriker und Drehbuchautor
- 2013: Chinua Achebe, nigerianischer Schriftsteller
- 2013: Muhammad Saʿīd Ramadān al-Būtī, syrischer Religionsgelehrter
- 2013: Ludwig Leitner, deutscher Skirennläufer
- 2013: Pietro Mennea, italienischer Leichtathlet
- 2014: Moritz-Casimir zu Bentheim-Tecklenburg, deutscher Diplom-Forstwirt und Unternehmer
- 2014: James Rebhorn, US-amerikanischer Schauspieler
- 2015: Pedro Aguayo Ramírez, mexikanischer Wrestler
- 2015: Bärbel Bolle, deutsche Schauspielerin
- 2015: Hans Erni, Schweizer bildender Künstler
- 2015: Jørgen Ingmann, dänischer Musiker
- 2016: Andrew Grove, US-amerikanischer Unternehmer
- 2016: Viktor Dulger, deutscher Ingenieur, Erfinder, Unternehmer und Mäzen
- 2017: Colin Dexter, britischer Schriftsteller
- 2017: Henri Emmanuelli, französischer Politiker
- 2017: August Englas, sowjetischer bzw. estnischer Ringer
- 2017: Martin McGuinness, nordirischer Politiker
- 2018: Edith Carstensen, deutsche Scherenkünstlerin
- 2018: Bernd Philipp, deutscher Journalist und Buchautor
- 2018: Martha Wallner, österreichische Schauspielerin
- 2019: Margarita Wassiljewna Scharowa, russische Schauspielerin
- 2020: Hellmut Stern, deutscher Musiker und Autor
- 2021: Robert McKnight, kanadischer Eishockeyspieler
- 2021: Nawal El Saadawi, ägyptische Schriftstellerin und Menschenrechtlerin
- 2021: Götz Schweighöfer, deutscher Schauspieler
- 2023: Carola Kretschmer, deutsche Rock-Gitarristin
- 2023: Julie Anne Peters, US-amerikanische Jugendbuchautorin
- 2023: Pedro Velasco, US-amerikanischer Volleyballspieler
- 2025ː Filiz Akın, türkische Schauspielerin

## Feier- und Gedenktage
- Namenstage
  - Axel, Benedikt, Christian, Emilia
- Kirchliche Gedenktage
  - Niklaus von Flüe, Schweizer Einsiedler, Mystiker, Friedensstifter (evangelisch, katholisch)
  - Thomas Cranmer, Erzbischof von Canterbury, Märtyrer (anglikanisch, evangelisch: ELCA)
  - Benedikt von Nursia, Einsiedler, Abt und Ordensgründer (evangelisch, der römisch-katholische Gedenktag wurde auf den 11. Juli verschoben)
- Staatliche Feier- und Gedenktage
  - Südafrika: Tag der Menschenrechte (1960)
- Gedenktage internationaler Organisationen
  - Internationaler Tag des Waldes (UNO)
  - Internationaler Tag gegen Rassismus (seit 1966)
  - Welttag der Poesie (UNESCO) (seit 2000)
  - Welt-Down-Syndrom-Tag (UNO) (seit 2006)
  - Welttag der Gletscher (seit 2025)

Weitere Einträge enthält die Liste von Gedenk- und Aktionstagen.